# Nippur
Nippur (en sumérien NIBRU, en akkadien Nippur ou Nibbur, en arabe Niffar ou Nuffar) est une ville de la Mésopotamie antique (Irak actuel). C'est le lieu de culte principal du grand dieu sumérien Enlil, considéré comme le seigneur du cosmos, donc un des principaux centres religieux du pays de Sumer et d'Akkad dans la Haute Antiquité. Dans l'écriture cunéiforme sumérienne, les mêmes signes peuvent se lire NIBRU et EN.LÍL. Ce site a été peuplé au moins à partir du Ve millénaire, et jusqu'au début du IIe millénaire de notre ère.
Nippur était située de part et d'autre du Shatt en-Nil, un des anciens bras de l'Euphrate, entre le lit actuel de cette rivière et le Tigre, à environ 160 km au sud-est de Bagdad. Le site archéologique est divisé en deux parties principales par le cours asséché du Shatt en-Nil. Le point culminant des ruines, une colline conique au nord-est du canal, s'élevant à une trentaine de mètres au-dessus de la plaine environnante, est appelée de nos jours Bint el-Amiror (« fille du prince »). Il correspond à l'ancienne zone des temples, comprenant notamment les sanctuaires d'Enlil et de la déesse Inanna/Ishtar, qui ont été mis au jour lors des fouilles.
De par la longévité des fouilles archéologiques qui y ont été conduites depuis la fin du XIXe siècle et jusqu'en 1990, qui ont mis au jour différents édifices étalés sur toute la période d'occupation du site, mais en priorité sur les phases antérieures au Ier millénaire av. J.-C., et ont exhumé des milliers de tablettes cunéiformes, d’une très grande variété documentaire pour une période couvrant toute l’histoire de la Mésopotamie, le site de Nippur est l'un des mieux connus de tous ceux d'Irak.

## Fouilles

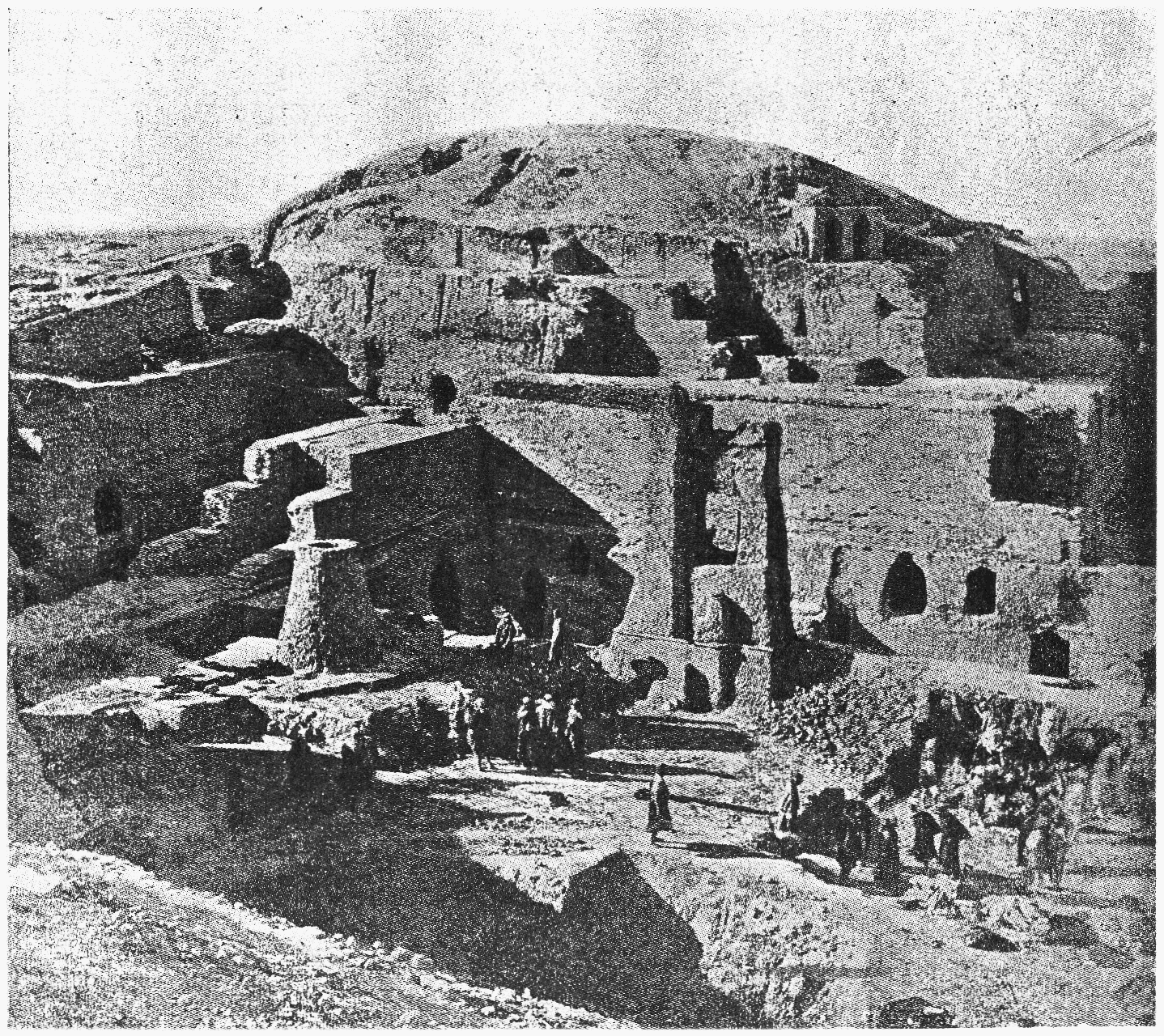
Photographie des fouilles américaines à Nippur à la fin du XIX : au premier plan des constructions d'époque parthe ; en arrière-plan les ruines de la ziggurat.

Le site archéologique de Nuffar est repéré par certains des principaux redécouvreurs britanniques des anciens sites mésopotamiens au XIXe siècle : Henry Rawlinson, Austen Henry Layard et William Kennett Loftus. 
Les premiers travaux de fouilles sur le site sont entrepris par une équipe d'archéologues de l'Université de Pennsylvanie en 1888, la « Babylonian Expedition », financée par un fonds collecté pour l'occasion auprès de donateurs. Nippur est d'ailleurs le premier site mésopotamien fouillé par des archéologues venus des États-Unis, et c'est resté le principal site de la région exploré par des spécialistes de ce pays. Les premières campagnes sont dirigées par John P. Peters, John Henry Haynes et Hermann Hilprecht, et durent jusqu'en 1900. Ces fouilles se concentrent d'abord sur la zone sacrée du tell oriental, puis sur Tablet Hill, au sud du même tell, ainsi qu'au sud-ouest du tell ouest. Elles sont marquées par l'animosité entre Peters et Hilprecht, qui débouchent à leur retour en Amérique sur une controverse envenimée, le premier reprochant au second de s'arroger le mérite des principales découvertes et l'accusant d'avoir falsifié ses rapports en présentant comme des découvertes lors de fouilles des trouvailles qui étaient en fait des achats, controverse qui causa la fin de la carrière universitaire de son rival en 1911. Ces campagnes sont avant tout l'occasion de faire une véritable moisson de tablettes (plus de 30 000), les méthodes de fouilles des bâtiments étant alors peu élaborées et les rapports de fouilles difficilement exploitables. La publication des découvertes est organisée dans la série des Babylonian Expedition (BE) et dans celle des Publications of the Babylonian Section (PBS), et les trouvailles de cette période sont réparties entre l'Université de Pennsylvanie, le Musée impérial de Constantinople (aujourd'hui le Musée archéologique d'Istanbul), une autre partie, conservée par Hilprecht, étant léguée à sa mort à l'Université d'Iéna.
Après une interruption de près d'un demi-siècle, les fouilles reprennent en 1948 sous la direction de Donald E. McCown (en 1948 et 1951-52) et Richard C. Haines (en 1949-50 et de 1953 à 1962) , dirigeant une équipe de fouilleurs de l'Université de Chicago associée à l'Institut oriental de Chicago ainsi que l'Université de Pennsylvanie (la « Joint Expedition »). Les fouilles se concentrent à nouveau sur Tablet Hill et la zone des temples, dégageant notamment le temple d'Inanna et le Temple Nord. Après 1962 la direction des fouilles incombe à l'Université de Chicago seule avec James E. Knudstad (campagnes en 1964-65 et 1966-67), qui entreprend d'explorer la forteresse d'époque parthe et dresse un plan du site.
Les fouilles de Nippur sont interrompues de 1967 à 1972, puis recommencent avec une équipe de Chicago dirigée par McGuire Gibson,. Les campagnes se sont ensuite poursuivies jusqu'à la guerre du Golfe, en 1990. Elles se sont d'abord focalisées sur le tell ouest (zones WA, WB et WC, TC, EA, EB, EC, puis le tell M), puis un peu sur tout le site, et pour différentes périodes. Des tranchées ont permis de faire des relevés archéologiques pour toutes les périodes d'occupation du site, et ont fourni de précieuses informations pour la périodisation de l'histoire mésopotamienne. Pendant les années durant lesquelles le site était inaccessible pour des fouilles, l'équipe de Chicago se consacre à l'exploitation des nombreuses données collectées, publiées notamment dans les éditions de l'Institut Oriental (publications en cours). Les fouilles des équipes de Chicago ont repris en 2019 sous la direction d'A. Alizadeh.

## Plan de la ville et développement urbain

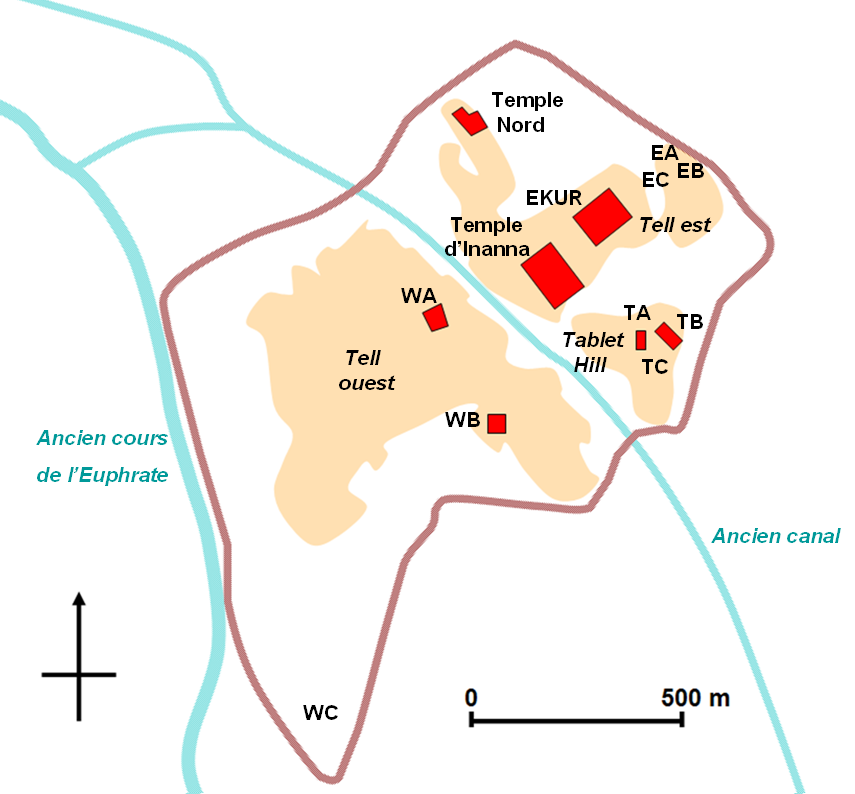
Plan du site de Nippur, avec les principales zones fouillées, et selon les informations fournies par la tablette d'époque kassite.

La compréhension de l'organisation du site de Nippur repose sur les données topographiques constatées lors des fouilles, ainsi que de l'appui fourni par le plan de la ville d'époque kassite, certes fragmentaire, mais représentant une partie appréciable de l'ancienne ville et relativement fiable pour en comprendre son organisation générale, car il sélectionne les informations essentielles (muraille, canal, temples, jardins). Cependant il n'est pas forcément fiable pour les époques antérieures. Le site de Nippur est situé à proximité de l'ancien cours de l'Euphrate, qui coulait à l'ouest, et constitués de deux tells principaux séparés par un canal ou un bras de l'Euphrate, aujourd'hui à sec, le Shatt en-Nil, qui a un cours d'orientation nord-ouest/sud-est. Le plan de la ville d'époque kassite indique qu'un troisième coulait au nord de la ville à cette période. La ville était enceinte par une muraille, qui a été dégagée sur plusieurs secteurs (WC, EA, EB, EC), reflétant les évolutions de l'espace occupé par la ville : si un mur avait été érigé dès l'époque des dynasties archaïques au nord du secteur des temples, ce n'est qu'à partir de la période d'Ur III, qu'on en trouve un dans la partie sud-ouest (zone WC), où il est ensuite reconstruit à l'époque kassite. Les murailles devaient englober dans cette configuration une surface d'environ 135 hectares. Le tell ouest, qui s'élève une vingtaine de mètres au-dessus de la plaine et est le plus massif, comprend les zones de fouilles appelées par les archéologues avec des sigles débutant par la lettre W (WA, WB, WC, etc.). La partie orientale, qui s'élève d'une douzaine de mètres par rapport à la plaine est divisée elle-même en deux tells : la zone des temples principaux dans la partie centre-nord, qui est constamment le centre cultuel de la ville, les temples étant généralement reconstruits suivant un plan similaire à partir de la fin du IIIe millénaire av. J.-C., et au sud la « colline des tablettes » (Tablet Hill, ou encore Scribal Quarter, le « quartier des scribes »), nommée ainsi du fait du grand nombre de tablettes exhumées sur place (sigles débutant par T : TA, TB et TC), qui est un quartier résidentiel ; entre les deux se trouve une petite dépression qui était peut-être traversée par un canal à l'origine, mais il n'apparaît pas sur le plan d'époque kassite. La ville a connu plusieurs phases de réorganisation, notamment en raison de son abandon partiel ou total à deux reprises, entre la période paléo-babylonienne et la période kassite v. 1700-1500 av. J.-C., suivie par un vaste programme de reconstruction et sans doute de réorganisation du site, qui prend alors assurément l'aspect présenté sur le plan d'époque kassite (confirmé en général par les fouilles sur place), puis un nouvel abandon survient entre la période post-kassite et la période néo-babylonienne, v. 1000-800 av. J.-C. Le cours de l'Euphrate dérive alors plus à l'ouest. Cette histoire complexe explique pourquoi on ne peut repérer de principe général d'organisation de sa morphologie urbaine. La période parthe voit des réaménagements se produire dans la zone principale de la cité, et notamment la ziggurat est remplacée par un grand palais. Nippur est encore une grande cité pendant la période sassanide. La partie occidentale de la cité devient progressivement la zone principale de l'habitat. Le recul de l'occupation débute sous la dynastie abbasside, à la fin de laquelle la cité est en grande partie abandonnée.

## Nippur auIIIemillénaireav. J.-C.
La plus ancienne phase d'occupation attestée sur le site de Nippur remonte à la période d'Obeïd. C'est sans doute déjà une ville importante au IVe millénaire av. J.-C. (périodes d'Uruk et de Djemdet Nasr), époque uniquement approchée par des sondages sur le site, et pour laquelle une estimation de la surface occupée est impossible. Son symbole pourrait apparaître aux côtés des autres villes majeures du Sud mésopotamien dans les « listes de villes » de Djemdet Nasr, qui témoignent d'une forme d'alliance entre ces cités. 
Le IIIe millénaire av. J.-C. est mieux connu. Nippur apparaît comme un centre religieux majeur de la Mésopotamie du Sud, devenant en quelque sorte sa capitale religieuse, avec la primauté du dieu Enlil. Celle-ci semble s'affirmer durant la période des dynasties archaïques (v. 2900-2350 av. J.-C.), dans des conditions difficiles à déterminer car la documentation sur ce point fait largement défaut. Ce poids religieux est renforcé par l'importance de l'autre grande divinité locale, Ninurta, ainsi que par d'autres temples majeurs, dont celui de la déesse Inanna. Sans jamais être une capitale politique importante, Nippur est donc une cité de première importance, ce qui explique qu'elle ait bénéficié de l'attention des souverains dominant le Sud mésopotamien, notamment ceux des deux premiers « Empires », l'empire d'Akkad (v. 2340-2190 av. J.-C.) et celui de la troisième dynastie d'Ur (Ur III, v. 2112-2004 av. J.-C.).

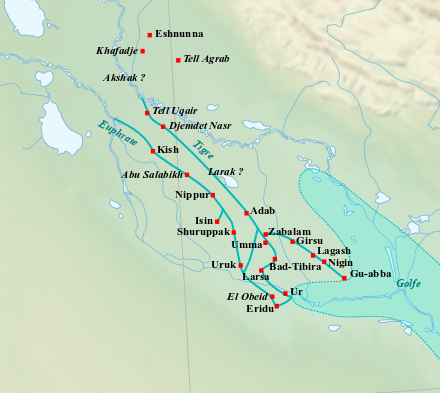
Localisation de Nippur et des principales villes de Basse Mésopotamie dans les derniers siècles du

### Dynasties archaïques

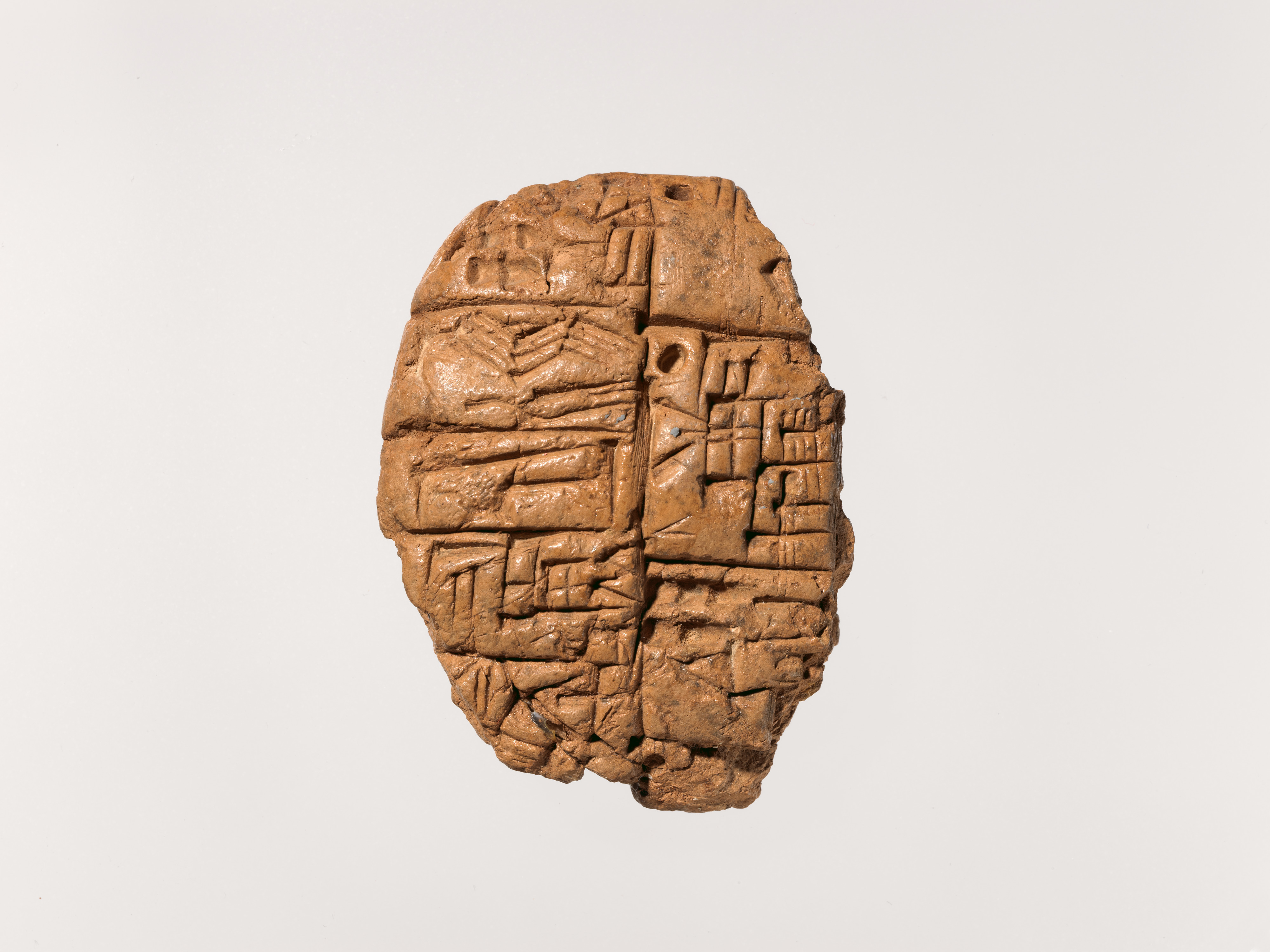
Tablette administrative de Nippur du Dynastique archaïque. Metropolitan Museum of Art.

Nippur n'a jamais eu de dynastie royale importante à la période historique, et dès les périodes archaïques son statut est lié à celui de son grand dieu, Enlil. On ne sait pas grand chose de sa situation politique avant les conquêtes du roi Sargon d'Akkad (c. 2340). Quelques inscriptions laissées sur des objets votifs par des personnes ayant dirigé cette ville, portant le titre d'ensí qui est alors souvent utilisé pour désigner des rois de « cités-États » sumériennes, mais n'apportent aucune information sur leur situation politique. La ville est peut-être dans l'orbite de Kish, qui est la plus puissante cité-État située dans son voisinage. Quoi qu'il en soit elle apparaît dans le cadre des ligues de cités qui ont alors existé à cette période, puisqu'elle fait partie de l'« hexapole » apparaissant dans les textes de Shuruppak datés du XXVIe siècle av. J.-C., groupement de cités qui semble se faire sous l'égide de Kish. Nippur a probablement joué un rôle important dans ce type de regroupement politique, puisqu'elle semble avoir été le siège de leurs assemblées, dont son dieu Enlil était symboliquement le chef. C'est peut-être lors de ce type de réunions qu'ont été offerts dans le temple d'Enlil des vases en pierre inscrits datés du règne de Lugal-zagesi, maître du Sud mésopotamien à la toute fin de la période. Le statut de Nippur est donc dès ces époques très dépendant du prestige de son dieu Enlil, qui occupe une place majeure dans le panthéon de Mésopotamie méridionale au moins à partir des alentours de 2600, et qui en devient le dieu principal par la suite, en tout cas pour les souverains qui lui reconnaissent le statut de dieu pourvoyeur de la royauté (c'est le cas d'En-metena de Lagash vers 2400). La domination de Nippur et la possibilité de restaurer le grand temple d'Enlil ou d'y faire des offrandes, ou même de s'y faire couronner, devient alors un enjeu politique majeur. Nippur a par ailleurs la particularité d'être localisée à la charnière entre la région où les Sumériens sont dominants, au sud, et celle où les Sémites (Akkadiens) sont majoritaires, au nord, même si sa population semble être majoritairement sumérienne. C'est peut-être ce qui explique la présence d'un grand lieu de culte à cet endroit.
Peu de bâtiments de cette période sont connus, en dehors de quelques secteurs de sondage (peut-être TB, WF, mais sur de très petits espaces), et surtout du temple d'Inanna (niveaux IX à VII, voir plus bas). L'analyse du matériel céramique de ce dernier a permis de mieux connaître les évolutions ayant lieu durant le IIIe millénaire av. J.-C. en Basse Mésopotamie, notamment de constater les divergences entre la séquence du dynastique archaïque de Nippur avec la périodisation « canonique » de la période établie à partir de sites de la Diyala, tandis que la transition entre la période des dynasties archaïques et celle d'Akkad a été plus particulièrement étudiée dans le sondage WF durant les dernières campagnes de fouilles (1989-1990).

### Empire d'Akkad

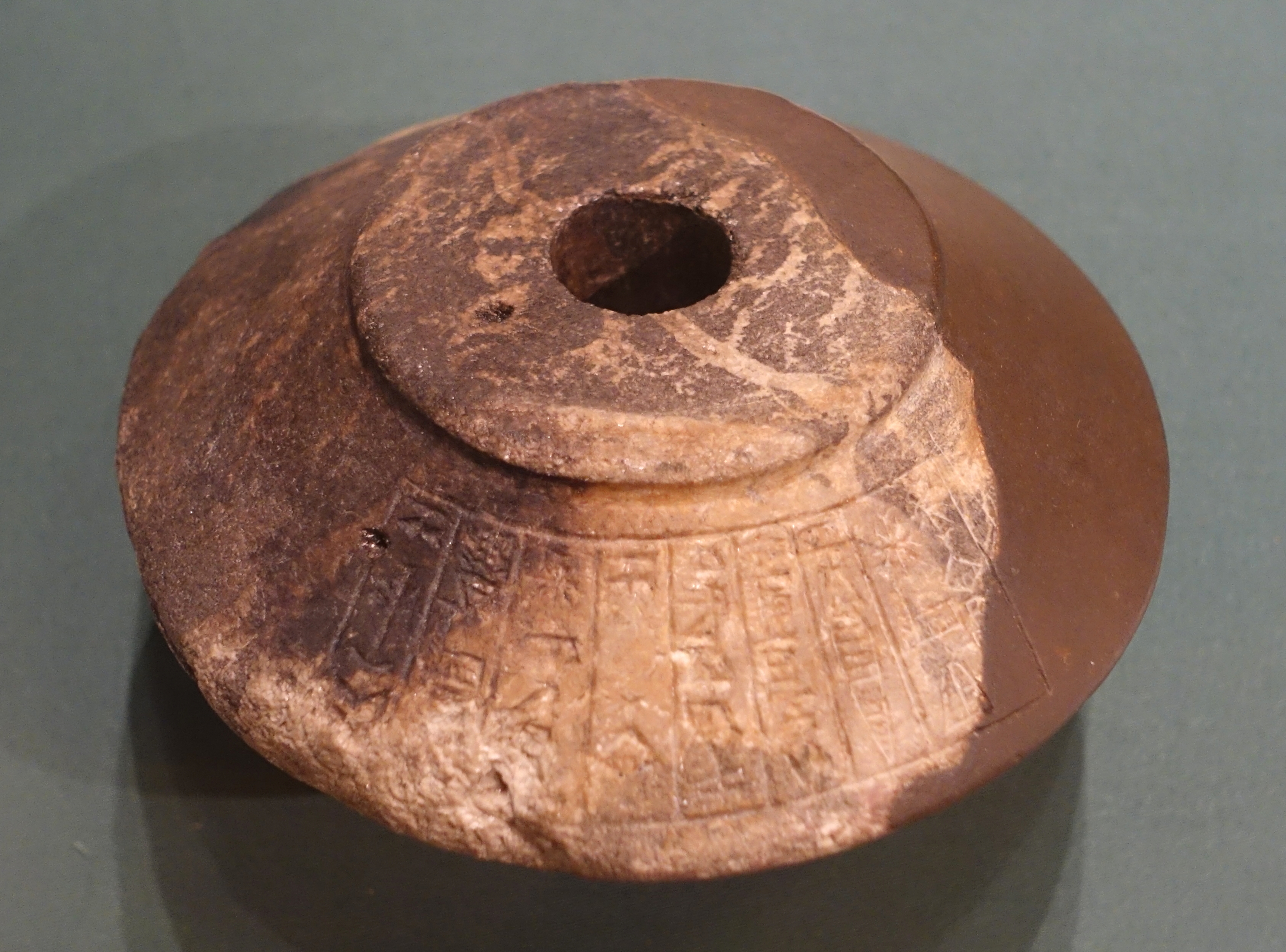
Tête de massue en pierre vouée par Naram-Sîn à la déesse Inanna de Nippur. Musée de l'Oriental Institute de Chicago.

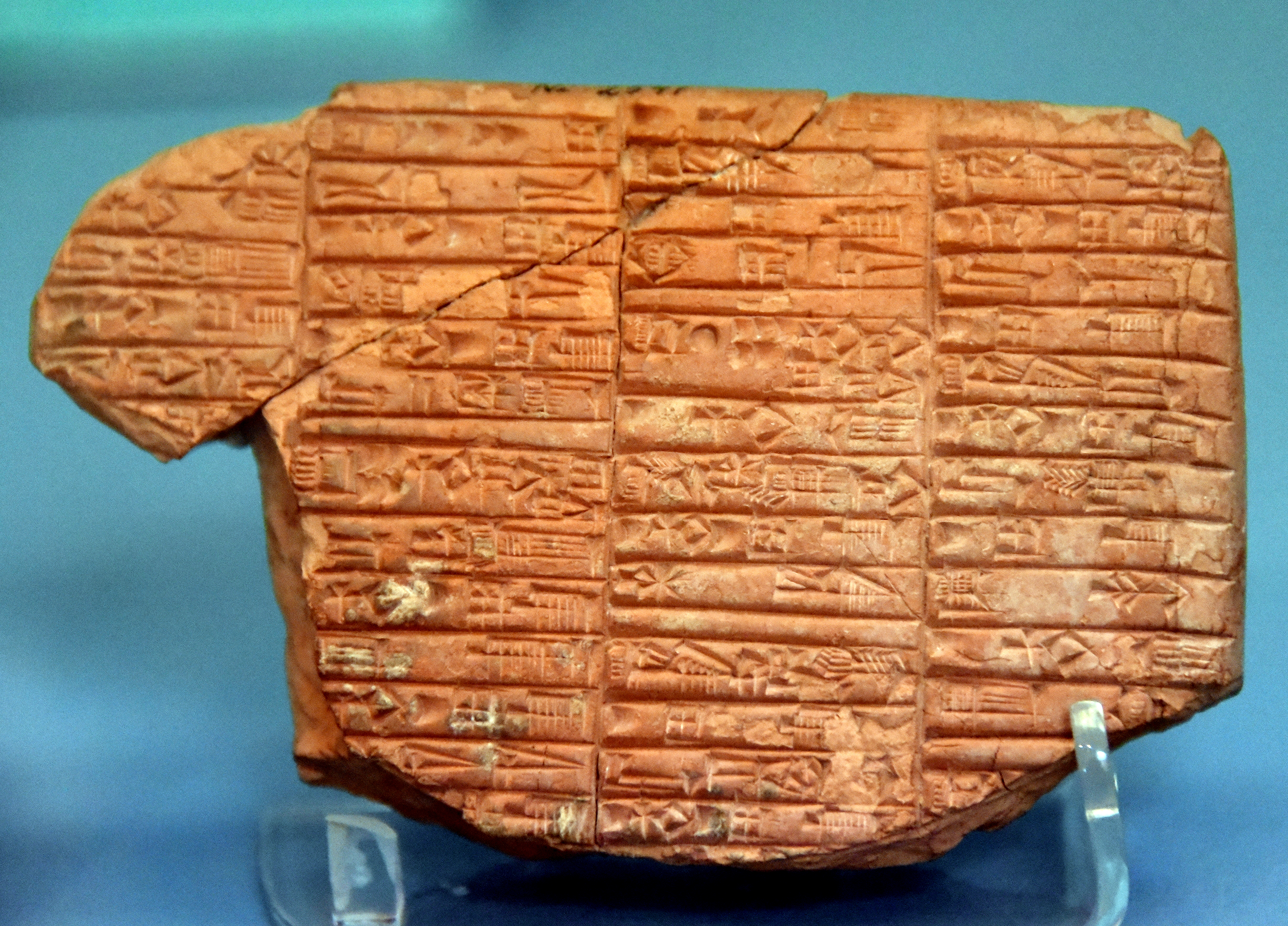
Tablette administrative, liste de bétail, datée du règne de Naram-Sîn. Musée de l'Orient ancien d'Istanbul.

Vers 2340, Nippur est soumise en même temps que le reste du pays de Sumer par Sargon, fondateur de l'Akkad (2340-2190), qui conduit sa principale victime, le roi Lugal-zagesi, aux portes du temple d'Enlil en guise de triomphe et de reconnaissance de sa suprématie par le grand dieu. Les rois d'Akkad confirment donc le statut de ville sainte de Nippur, dont la province est confiée à des gouverneurs (ensí), qui coexistent avec les administrateurs de l'Ekur (sanga) qui jouissent d'une grande importance. Cela n'empêche pas la ville de participer à deux révoltes contre le roi Naram-Sîn. Ce dernier place par ailleurs une de ses filles en tant que grande prêtresse d'Enlil, et entreprend la reconstruction de l'Ekur. La population de la ville semble rester majoritairement sumérienne, malgré l'arrivée probable d'Akkadiens, notamment parmi le personnel administratif mis en place par les rois d'Akkad.
La transition entre la période des dynasties archaïques et celle-ci est documentée à Nippur par des archives d'environ 150 textes provenant d'un organisme lié au pouvoir royal, relatives à l'exploitation de terres céréalières relevant du domaine de cet organisme (celles appelées šuku servant pour l'entretien du personnel, celles appelées uru4-lá concédées contre une redevance en nature, correspondant apparemment à la moitié de la récolte), exploitées par des équipes de travailleurs dépendants (engar) rémunérés en rations d'entretien (surtout en grain, huile, aussi en pain et bière), le stockage et la redistribution de différents types de produits (grains et autres denrées, métaux, étoffes, objets divers). 
D'autres lots tablettes datant des règnes de Naram-Sîn et Shar-kali-sharri ont été retrouvées dans l'Ekur, où elles avaient été réutilisées pour servir de remblai entre la ziggurat et l'enceinte du complexe religieux. Une partie nous renseigne sur la reconstruction du temple par ce roi : mobilisation d'artisans venant de tout l'empire, entretenus aux frais du temple, et mise au point de nombreux objets en métaux précieux. L'entreprise est confiée à des dignitaires de la cour royale (šabra, šagin) et à l'administrateur du temple (sanga). L'Ekur exerçait une fonction sociale en assurant l'entretien de personnes démunies (veuves, orphelins), en échange d'un travail. Un autre lot concerne l'administration du temple de Ninurta, qui est quant à lui rattaché au domaine royal. Le troisième lot de textes distingué pour cette période (quoi que le fait qu'ils proviennent tous d'un même lieu de trouvaille n'est pas assuré) est l'« archive de l'oignon », ensemble de documents de gestion provenant d'un grand domaine non identifié, ayant trait comme son nom l'indique à la culture et la redistribution d'oignons et autres légumes et condiments. Enfin, un autre ensemble de textes est de nature privée et légale, provenant essentiellement de la famille d'un notable nommé Enlile-maba.
Du point de vue archéologique les découvertes concernant la période sont limitées aux secteurs du temple d'Inanna (peut-être les niveaux VI et V, très dégradés au moment des fouilles donc très mal connus), et de la zone de fouilles TB (niveaux XII à X) où ont été dégagées sur un petit espace plusieurs strates de bâtiments attribués à cette période. Mais il reste difficile d'obtenir une chronologie absolue fiable pour ces niveaux, parce que l'évolution dans les types de céramiques entre la fin du dynastique archaïque, la période d'Akkad et celle d'Ur III sont mal connues, et que la culture matérielle ne connaît pas forcément de changements notables entre ces phases définies à partir d'évolutions politiques. Les fouilles de sondage réalisées dans le secteur WF en 1989 et 1990 ont tenté de mieux identifier ces évolutions (niveaux XIX à VI, une partie de bâtiment).

### Troisième dynastie d'Ur

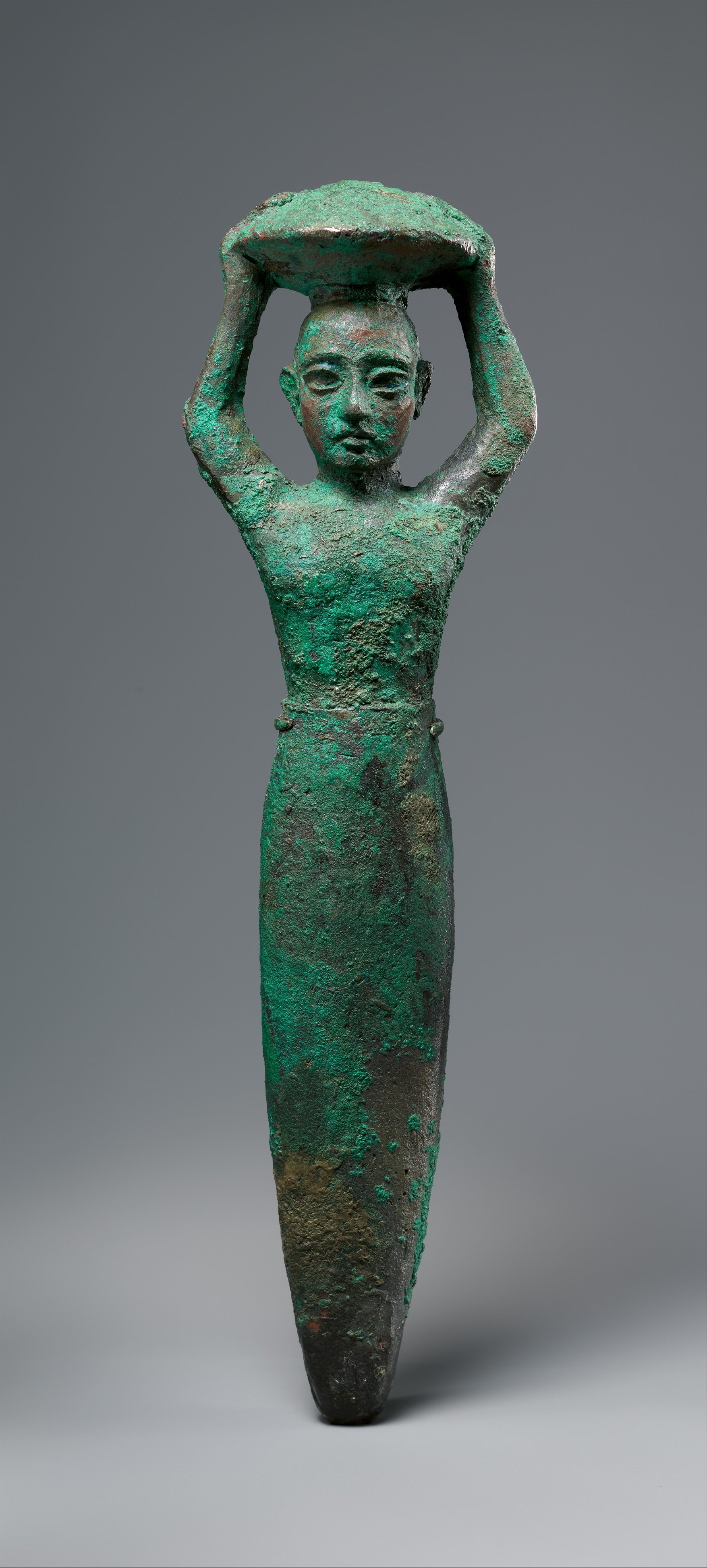
Statuette en cuivre représentant Shulgi portant un panier de briques, dépôt de fondation commémorant la restauration du temple d'Inanna. Metropolitan Museum of Art.

Durant la période de transition entre l'empire d'Akkad et la troisième dynastie d'Ur, ou bien au tout début de l'expansion de cette dernière, le statut prééminent de Nippur et du temple d'Enlil se voit dans les offrandes faites par le souverain de Lagash Gudea, une inscription commémorant l'hommage qu'il rend au roi des dieux, et des textes du règne de son successeur Ur-Ningirsu II indiquent que les relations entre les deux cités sont étroites. Près d'un vase de Gudea a été mise au jour une barre en cuivre graduée de 110,35 cm, surnommée la « coudée de Nippur », qui pourrait indiquer une norme métrologique.
Nippur reste un centre religieux majeur sous la troisième dynastie d'Ur. Sous le premier roi, Ur-Nammu, le grand temple d'Enlil fait l'objet d'un réaménagement, qui voit notamment l'érection de sa ziggurat. Son successeur Shulgi d'Ur fait reconstruire le temple voisin de la déesse Inanna. Ces bâtiments n'ont pas fait l'objet de réaménagements importants durant les phases suivantes, ce qui fait que leur état connu est largement défini à cette période (voir plus bas). La muraille est également reconstruite à cette période, et sans doute étendue puisque les plus anciennes traces d'un mur dans le secteur WC, au sud-ouest du tell, datent de cette époque, ce qui reflète une extension de l'espace urbanisé. Également sous le règne de Shulgi, la ville de Puzrish-Dagan (le site de Drehem) est créée à proximité de Nippur, pour servir dans l'administration d'un système de redistribution de différents produits prélevés dans des parties de l'Empire et réexpédiés ailleurs (système du bala), avant tout du bétail. Les temples de la ville de Nippur sont de loin les principaux récipiendaires de ces animaux pour leur culte, aussi ces archives sont une source majeure pour reconstituer l'activité cultuelle de cette période. Les rois d'Ur III se font couronner en premier dans le temple d'Enlil, avant de faire de même à Ur puis Uruk, les villes dynastiques, et restaurent et honorent régulièrement les temples de la ville, qui est alors devenue une sorte de « centre cultuel national ». En fait, au-delà de ce statut religieux, il y a des indices plaidant en faveur du fait que Nippur (et sa région) soit le centre de l'empire, donc sa « capitale », plutôt qu'Ur, du moins au temps de Shulgi et de son successeur Amar-Sîn : Nippur, Puzrish-Dagan et une autre ville proche, Tummal, qui est alors un important lieu de culte, ont servi de résidences royales sous cette dynastie, les textes indiquant qu'on trouvait un palais royal dans la seconde, et peut-être dans la troisième ; par ailleurs les missions diplomatiques étrangères connues sont reçues à Nippur.

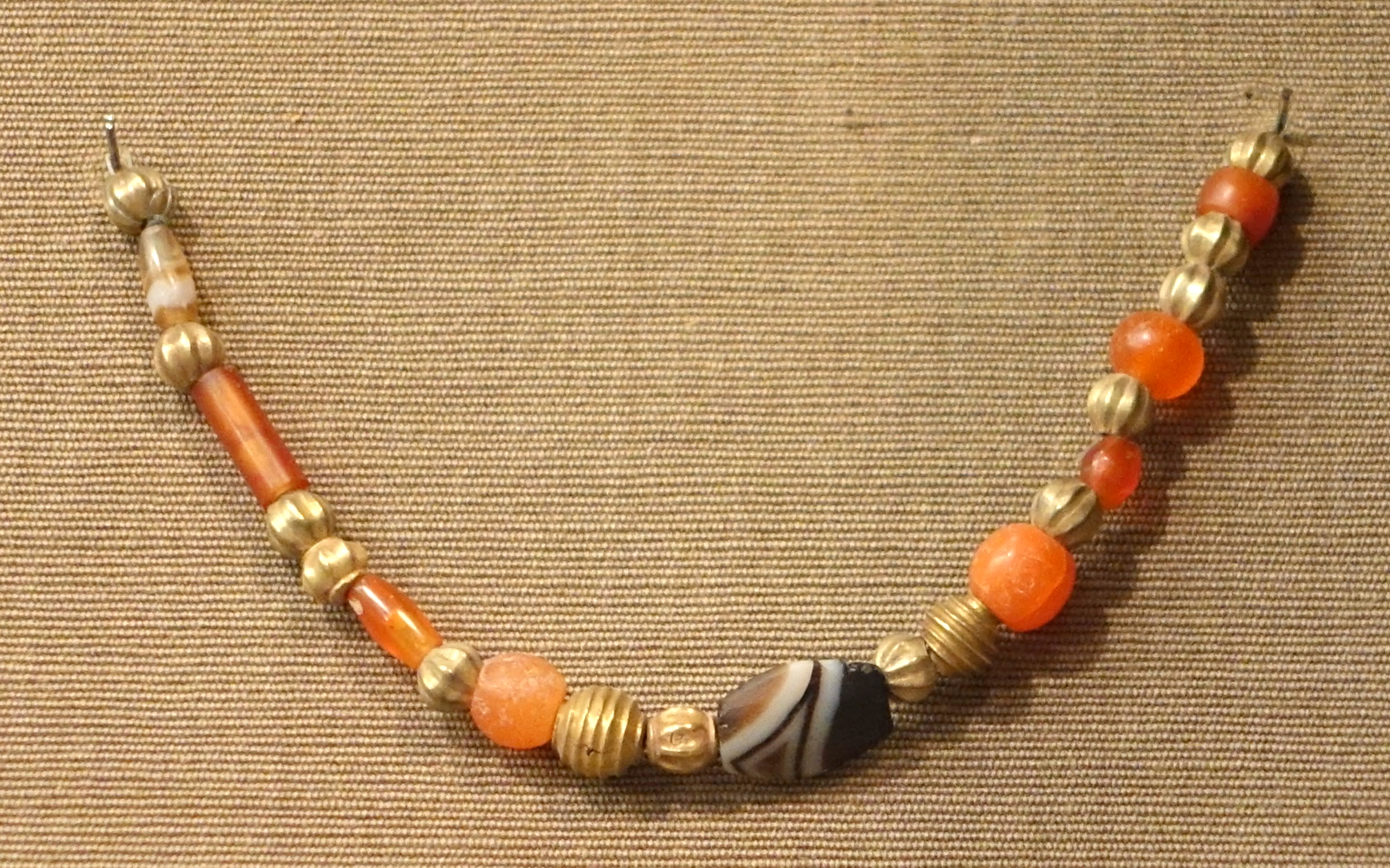
Collier en perles d'or, cornaline et agate de la période d'Ur III, mise au jour dans la zone TB. Musée de l'Oriental Institute de Chicago.

Les tablettes provenant de Nippur (au moins 3 300, la plupart inédites) pour cette période fournissent des informations sur son administration et sa société, celles qui sont publiées provenant essentiellement depuis les archives du temple d'Inanna (environ 1 160 textes), tandis que ce sont les textes administratifs de Puzrish-Dagan qui renseignent sur la vie cultuelle. Pour cette époque sont notamment documentées les activités d'une grande famille, celle des descendants d'Ur-meme, dont l'ancêtre est à la tête de l'administration du temple d'Inanna (titre ugula) au début de la domination des rois d'Ur. Ses descendants se scindent en deux branches : une première qui garde le contrôle de l'administration du temple d'Inanna (ugula puis šabra) et dont certains membres font par ailleurs partie du clergé d'Enlil (titre nu-èš), et d'autres sont des scribes ; et une seconde dont les chefs de famille sont gouverneurs (ensí) de la province de Nippur. Les activités des administrateurs du temple d'Inanna sont bien connues dans les archives de gestion du temple, qui offrent des informations sur ses domaines agricoles, son cheptel, ainsi que les différents mouvements de produits dans ses magasins, notamment leur redistribution pour le culte et les rations d'entretien. De nombreuses personnes gravitent autour de ce temple, en plus de ses officiants. C'est un acteur économique important, qui possède des champs, emploie des artisans (notamment des forgerons) et des marchands de la ville. Il est très intégré dans l'économie locale, puisque les personnes qu'il emploie travaillent également avec les autres temples, et le pouvoir central qui supervise l'activité des temples par l'intermédiaire du gouverneur. L'imbrication entre « public » et « privé » à cette période se voit dans la « Maison J » du secteur de fouilles TB pour cette période (niveaux IX à V), vaste bâtiment (environ 20 × 30 m) organisé autour de trois cours desservant un ensemble de petites pièces remaniées à plusieurs reprises, dont les tablettes documentent notamment les activités d'un certain Ur-Sîn, qui semble être un superviseur d'équipes de laboureurs (nu-bànda gu4) pour le compte d'une institution, mais conduit également des activités privées (vente d'esclave) ; la partie nord-ouest de ce bâtiment semble avoir une fonction administrative, tandis que la partie sud-est a pu servir de résidence. Les textes de cette période documentant les activités privées couvrent une vaste gamme de domaines : contrats de prêts surtout, mais aussi de location, de vente, d'adoption, de mariage, comptes-rendus liés à des procès, etc.

## Nippur à l'époque paléo-babylonienne
Les fouilles de Nippur ont livré une documentation abondante datant des premiers siècles de la période paléo-babylonienne (v. 2004-1595 av. J.-C.), notamment de la période d'Isin-Larsa (v. 2020-1750, précédant la domination babylonienne). Il s'agit de textes administratifs issus de grands organismes (surtout des temples), mais aussi d'archives privées, nous informant notamment sur les pratiques juridiques de la période (contrats de vente, adoptions, procès). Les textes littéraires et scolaires sont également nombreux, ce qui montre que Nippur est un foyer culturel majeur de la Basse Mésopotamie à cette période.

### Nippur dans le jeu politique de la période Isin-Larsa

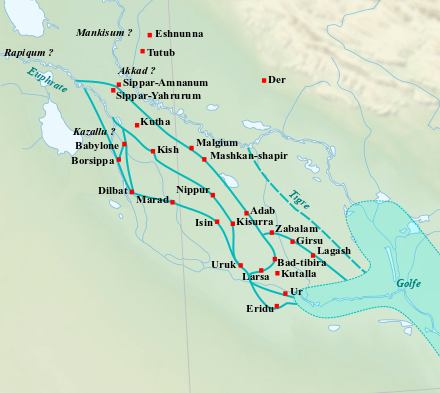
Localisation de Nippur et des principales villes de la période paléo-babylonienne.

À partir du règne d'Ibbi-Sîn, le royaume d'Ur III entre dans une phase de déclin rapide. Une crise économique grave touche le pays de Sumer durant la seconde moitié du XXIe siècle. Profitant de ce contexte, le gouverneur de la cité d'Isin, Ishbi-Erra, voisine de Nippur, se rend indépendant d'Ur. À Nippur même les lots d'archives cessent au début du règne d'Ibbi-Sîn (vers 2020 selon la chronologie moyenne) et on n'en connaît ensuite qu'une soixantaine d'années plus tard, sous la domination d'Isin. Entre-temps, le royaume d'Ur a été définitivement abattu par une armée venue d'Élam (en 2004). Nippur reste alors sous la domination des rois d'Isin, qui tentent de reprendre l'héritage d'Ur III, mais se heurtent à des nouveaux rivaux, les souverains de la cité de Larsa. Sumu-El, roi de cette dernière, réussit à soustraire temporairement Nippur à Bur-Sîn d'Isin durant la première moitié du XIXe siècle. La ville sainte passe définitivement sous le contrôle de Larsa à la suite de la conquête menée par Warad-Sîn (1834-1823), au moment où Isin est en déclin. Mais Larsa doit alors faire face à un nouveau rival, Babylone. Sîn-muballit de Babylone réussit à prendre Nippur momentanément, avant que le nouveau roi de Larsa, Rîm-Sîn, ne la reprenne. C'est son successeur Hammurabi qui réussit à détruire le royaume de Larsa, et à s'emparer de Nippur vers 1764.
La situation politique de Nippur entre la fin du royaume d'Ur III et la fin de la rivalité des premières dynasties dites amorrites (Isin, Larsa, puis Babylone) a donné lieu à plusieurs interprétations. Il est probable que Nippur ne souffre pas beaucoup de ces rivalités : les pouvoirs locaux restent en place, et changent seulement de maître. Chacun des souverains dominant Nippur s'en sert pour sa légitimité, la possession de la cité étant le signe que l'on a été choisi par le grand dieu Enlil pour exercer une domination sur la Basse Mésopotamie. En retour, les rois gratifient les temples de la cité sainte d'offrandes. Les archives retrouvées à Nippur pour cette période ne montrent pas de bouleversement dans les structures sociales et économiques par rapport aux siècles précédents. Reste à savoir quelle a été l'attitude des élites locales. L'opinion la plus couramment admise est qu'elles ont subi les événements, et ont changé de maître en fonction des victoires politiques, la cité étant alors une « récompense » très prisée. Mais il est possible qu'elles aient cherché à profiter de la situation, et appuyé volontairement certains rois à des moments précis, en tirant profit du prestige de la cité et de sa richesse. Selon ce scénario, les rois n'auraient donc jamais conquis la cité, ce seraient ses élites qui les auraient choisis au gré des luttes de factions internes. Quoi qu'il en soit, le statut de la ville lui permet apparemment d'être épargnée par les destructions.

### Les institutions et groupes sociaux
L'organisation de l'administration de la cité de Nippur est très floue. La documentation de la période nous montre qu'un personnage nommé gú-en-na/guennakkum dispose d'une administration importante, constituant un « grand organisme », et il se pourrait qu'il s'agisse du gouverneur de la ville, car à la période kassite ce titre lui est dévolu (voir plus bas). Mais les fonctions exercées par les différents cadres administratifs attestés pour cette période ne sont pas claires. Les temples demeurent des structures économiques importantes, très actives, dont les activités dans l'agriculture et l'élevage sont toujours bien documentées, et autour desquelles gravitent de nombreuses personnes, dans le cadre d'une gestion centralisée et redistributive des ressources. 
Les élites sociales disposent des principales charges cultuelles des temples (notamment les charges « domestiques » : brasseurs, cuisinier, portier du dieu), attribuées suivant le système de la prébende. Ces charges peuvent être transmises par héritage, vendues, et même partagées entre plusieurs personnes les exerçant à tour de rôle. Elles sont partie prenante dans les stratégies patrimoniales puisqu'elles donnent accès à des concessions de terres et donc des rémunérations qui peuvent être importantes, d'autant plus qu'elles pouvaient se cumuler, mêlant ainsi les intérêts « publics » des sanctuaires et « privés » des familles de notables. Cela est notamment attesté par un des lots d'archives de la période, celui du dénommé Atta, apparemment détenteur à l'origine de la prébende de « brasseur » (lú-bappir/sirāšūm) du temple du dieu Shamash et acquéreur de plusieurs autres prébendes.
Un groupe social particulier joue un rôle important à Nippur, celui des religieuses (lukur/nadītum ; aussi ugbabtum) vouées par leurs familles à des dieux, principalement Ninurta dans cette cité, et qui ne peuvent se marier. Elles vivent dans un quartier spécifique, appelé ki-lukur-ra (littéralement « le lieu des lukur » en sumérien ; souvent traduit par « cloître ») où elles sont surveillées par un administrateur. Leur condition leur offre néanmoins plus d'autonomie que les femmes restées dans les maisonnées, car elles peuvent posséder leurs propres biens et les gérer, plusieurs tablettes économiques indiquant qu'elles procèdent à des achats et ventes de propriétés, ainsi qu'à des prêts.

### Les secteurs résidentiels
Plusieurs résidences d'époque paléo-babylonienne ont été mises au jour dans la zone résidentielle de Tablet Hill, dans les secteurs TA (niveaux XIV à IX des fouilleurs, dont la chronologie est sans doute à modifier) et TB (niveaux D, E et de I à III). Ces habitations ont livré un abondant matériel domestique, notamment des céramiques, ainsi qu'une grande quantité de tablettes qui ont permis d'identifier les propriétaires de plusieurs d'entre elles. En revanche aucune sépulture n'y a été découverte, contrairement à ce qui a été constaté lors des fouilles des résidences contemporaines d'Ur. Le secteur TA, le plus vaste des deux (20 × 40 mètres), est desservi par une rue d'axe nord-est/sud-ouest qui s'arrête dans la zone fouillée, bordée par des résidences en briques crues accolées les unes aux autres, qui sont généralement de taille modeste, avec un petit nombre de pièces, mais peuvent comporter des aménagements assez sophistiqués, notamment des pièces d'eau. L'identification des fonctions des pièces reste difficile. Les plus grandes salles, comprenant parfois un foyer, sont sans doute des pièces de réception. Ces résidences ont souvent un plan irrégulier à la suite de divers remaniements, certaines ayant un espace central organisant la circulation entre les pièces, qui était peut-être une cour à ciel ouvert, tandis que les plus simples ont un plan linéaire. La question de savoir si elles avaient un étage n'est pas clarifiée, les escaliers mis au jour dans certaines pouvant être destinés à un accès sur leur toit en terrasse. La confrontation des découvertes architecturales avec les tablettes mises au jour dans les résidences a par ailleurs permis à E. Stone d'expliquer les évolutions de la maison I, d'une cinquantaine de mètres carrés, appartenant au début de la période à Ilum-nasi, puis partagée entre ses quatre fils suivant un principe égalitaire (comme le veut la coutume de Nippur), puis connaissant d'autres réorganisations après le rachat des parts des deux aînés par les deux benjamins, jusqu'à ce que sa majeure partie soit achetée par un membre d'une autre famille, Enlil-nisu, propriétaire de l'archive qui a permis de déterminer ces évolutions. Seule la Maison K du niveau XII est un cas typique de maison à cour centrale et vestibule dans ce secteur, forme de résidence des catégories urbaines aisées de Babylonie de cette période (comme cela se voit à Ur), reflétant la position de ses possesseurs, membres de la riche famille des descendants de Ninlil-zimu. En revanche dans la zone TB, plusieurs résidences de ce type sont attestées comme la Maison D qui dispose de la plus vaste cour centrale, et la C du niveau II, organisée autour de deux cours avant d'être scindée en deux au niveau suivant. Y résident des personnes occupant des fonctions dans l'administration des grands organismes de la ville, comme Atta mentionné plus haut qui habite dans la maison O (partiellement dégagée) sous le règne de Samsu-iluna (v. 1750-1720, correspondant au niveau I), et certaines ont peut-être une fonction officielle. D'autres résidences paléo-babyloniennes ont été fouillées ailleurs à Nippur : sur le tell occidental, dans la zone WB, les fouilleurs ont mis au jour la résidence d'un boulanger, le pain étant cuit à l'extérieur de la maison dans des fours de type tannour. Les textes retrouvés sur place montrent que le boulanger travaillait pour l'administration de la ville, le temple de Ninurta, ainsi que des individus à titre privé.

### Enseignement et vie intellectuelle

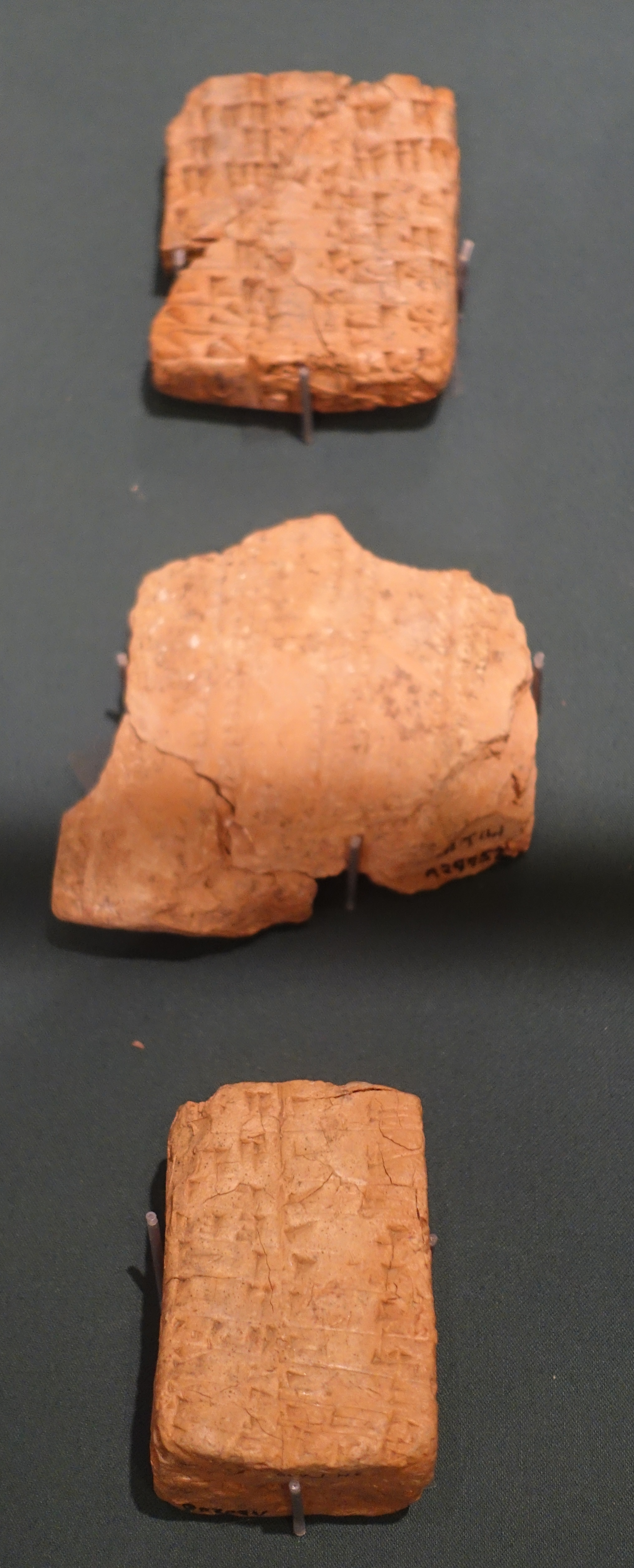
Tablettes d'exercices d'élèves scribes de Nippur, période paléo-babylonienne. Musée de l'Oriental Institute de Chicago.

Les résidences de Tablet Hill ont initialement été identifiées par l'un des premiers fouilleurs du site comme une bibliothèque du temple d'Enlil en raison de l'abondante documentation relative à la littérature religieuse qu'elles ont livrée. La plupart des grands textes littéraires mésopotamiens, en particulier ceux issus de la tradition sumérienne, ont en effet été retrouvés sur le site de Nippur, ainsi que divers types de textes religieux et techniques. Par la suite avec la mise en évidence de leur contexte résidentiel et l'identification de la plupart de ces documents comme des copies faites dans le cadre d'exercices scolaires, elles ont pu être interprétées comme des écoles de scribes, et Tablet Hill a aussi été surnommée Scribal Quarter, le « Quartier des scribes ». La Maison F du niveau XI du quartier TA a ainsi livré plus de 1 400 de ces documents. Les scribes évoluaient notamment dans le milieu des temples, dont les prêtres étaient également des lettrés. Mais il est plus probable que l'enseignement se fasse dans un cadre privé, souvent au domicile de l'enseignant, et donc aucun bâtiment dédié spécifiquement à l'enseignement n’a pu être identifié, ni des bibliothèques. 
Les documents en question sont donc des tablettes scolaires reprenant des œuvres littéraires, rédigées comme exercices par des apprentis scribes sous la direction et la surveillance des « maîtres » (um-mi-a) possédant les résidences où ont été trouvées les tablettes. Le cursus scolaire des apprentis scribes a pu être reconstitué à partir des sources de Nippur, couplées à celles d'Ur datant approximativement de la même époque. Un premier niveau permettait aux élèves d’apprendre les bases de l’écriture cunéiforme, à partir de listes énumératives de signes qu’ils devaient mémoriser et apprendre à tracer. Les tablettes destinées à cet enseignement sont divisées en 2 ou 3 colonnes, le maître inscrivant dans celle de gauche les signes que l’élève doit tenter de reproduire dans la partie droite. Les élèves commencent à apprendre des textes plus longs. Au niveau supérieur, ils s’exercent sur des compositions littéraires, et font des exercices numériques et géométriques. L’enseignement de ce niveau se fait beaucoup à l’aide de listes lexicales (syllabaires, vocabulaires, listes métrologiques et numériques, etc.). L'apprentissage du sumérien, ainsi que celui de la rédaction de contrats débutent. Les élèves peuvent ensuite se spécialiser dans un domaine plus précis, une fois les bases acquises. On sait par plusieurs textes que Nippur était en particulier renommée pour sa formation juridique, puisqu'elle est désignée dans un texte comme la « ville des juges ».

Tablettes scolaires-littéraires mises au jour sur Tablet Hill, période paléo-babylonienne. Penn Museum.
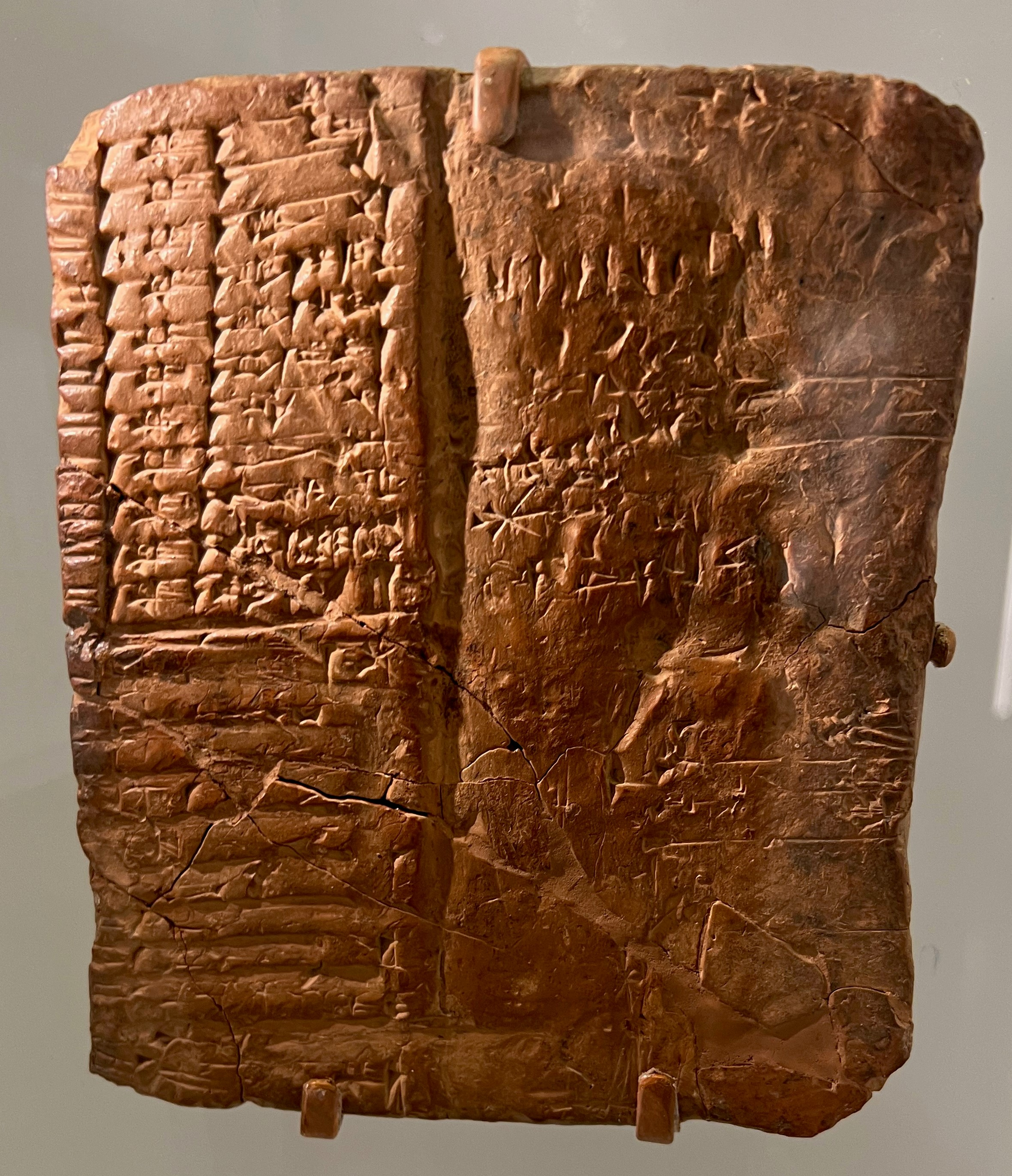
Liste lexicale, mots liés au bois.
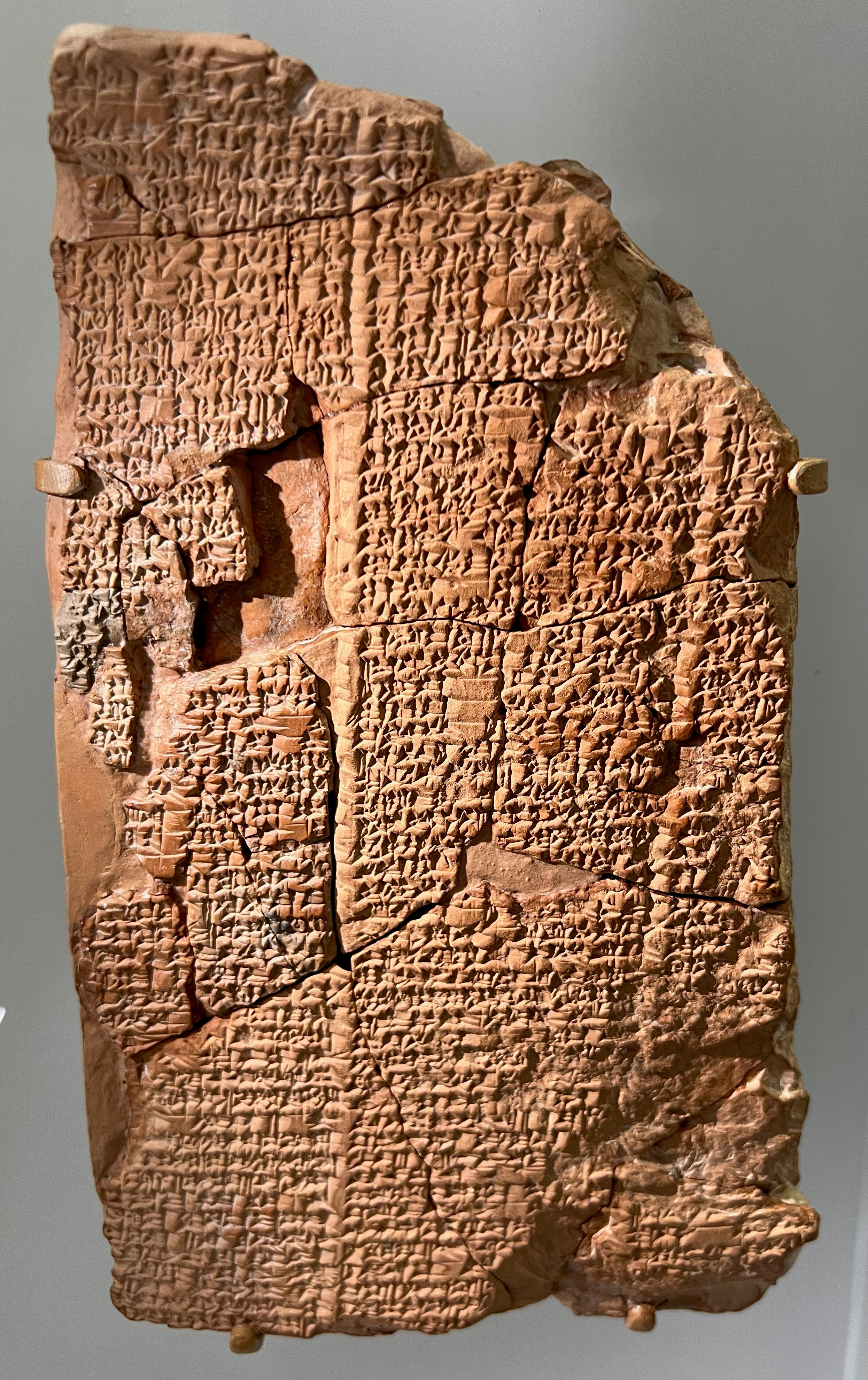
Hymne au roi Shulgi.
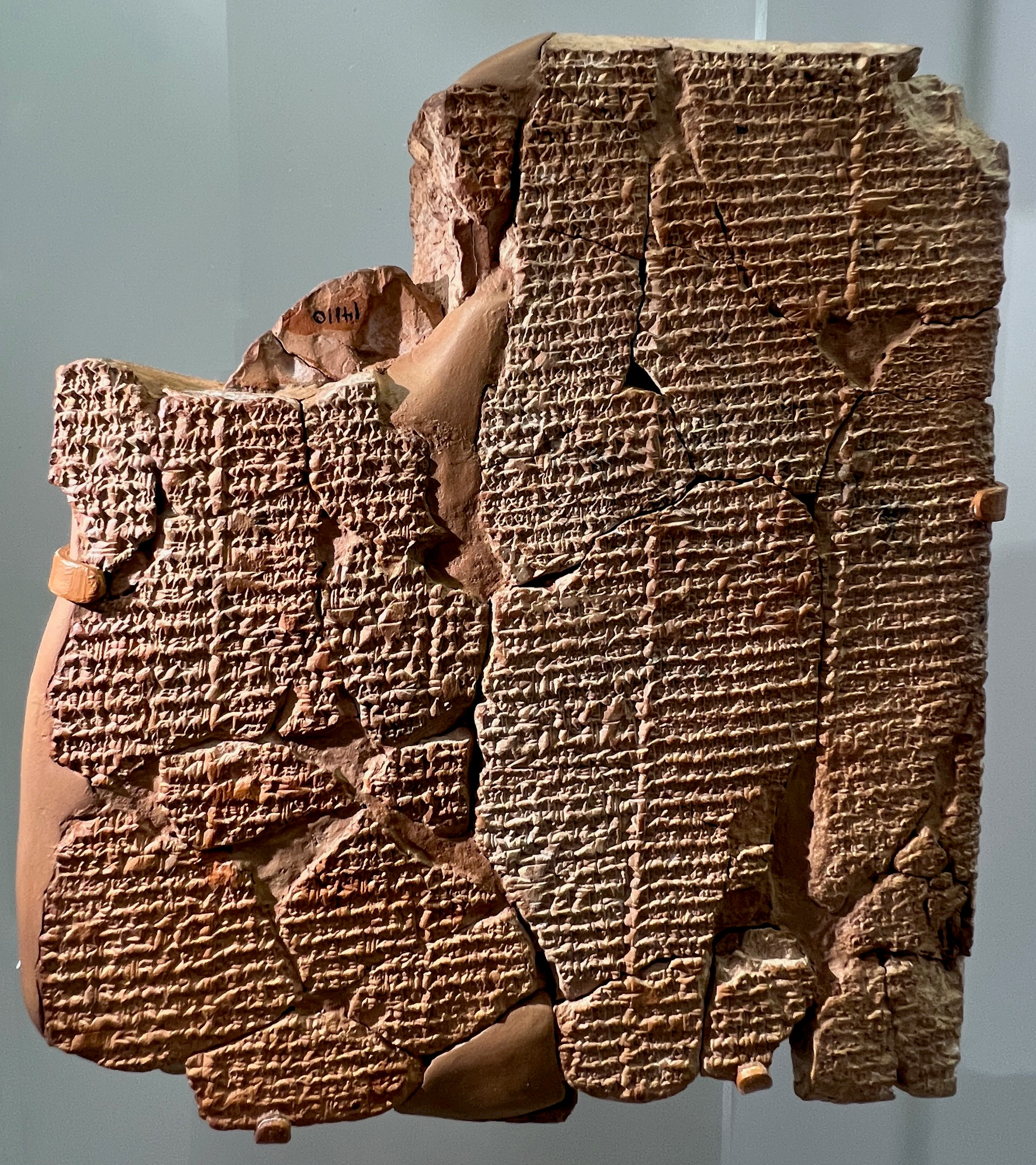
Lamentation sur la chute d'Ur.
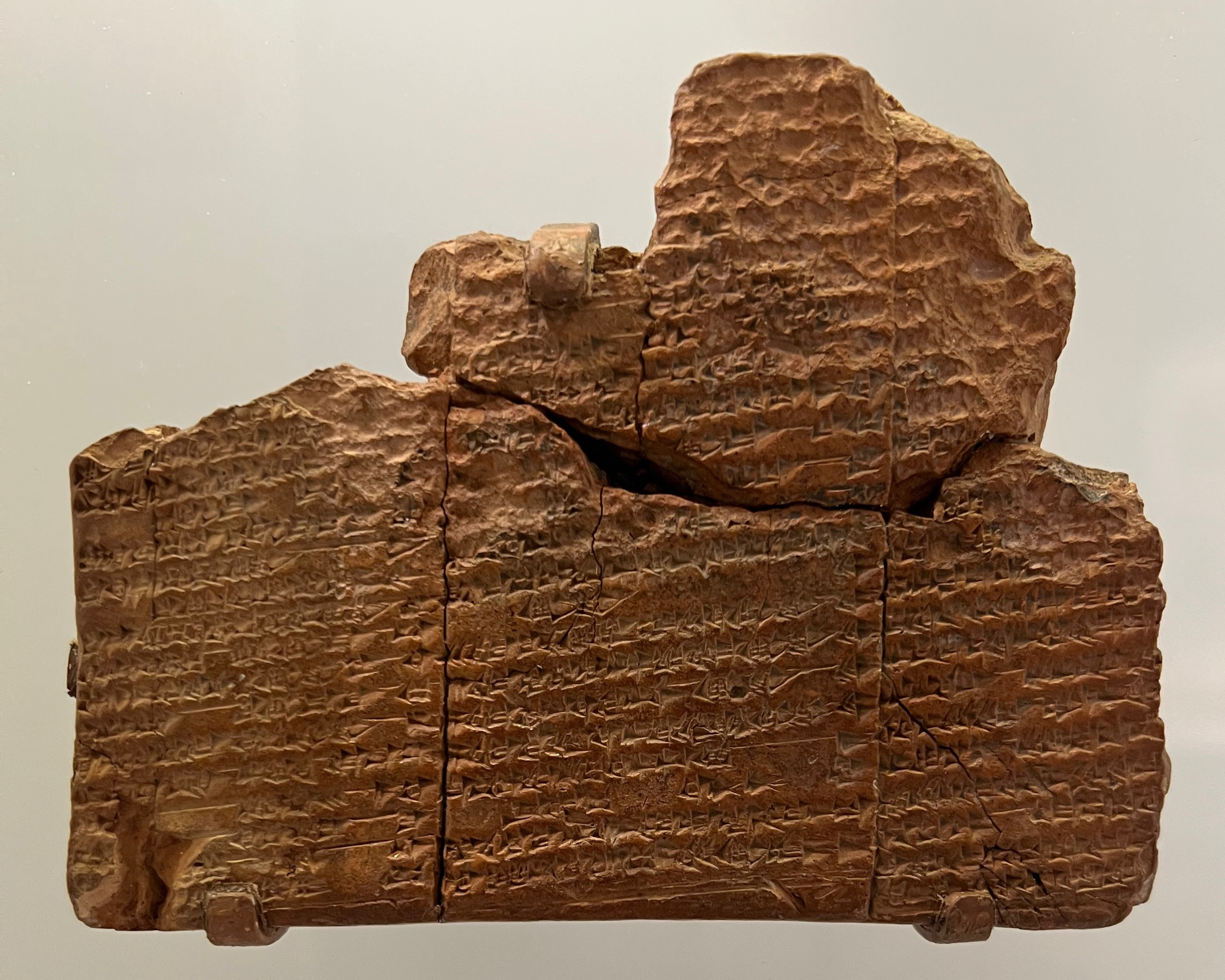
Mythe sumérien du Déluge.
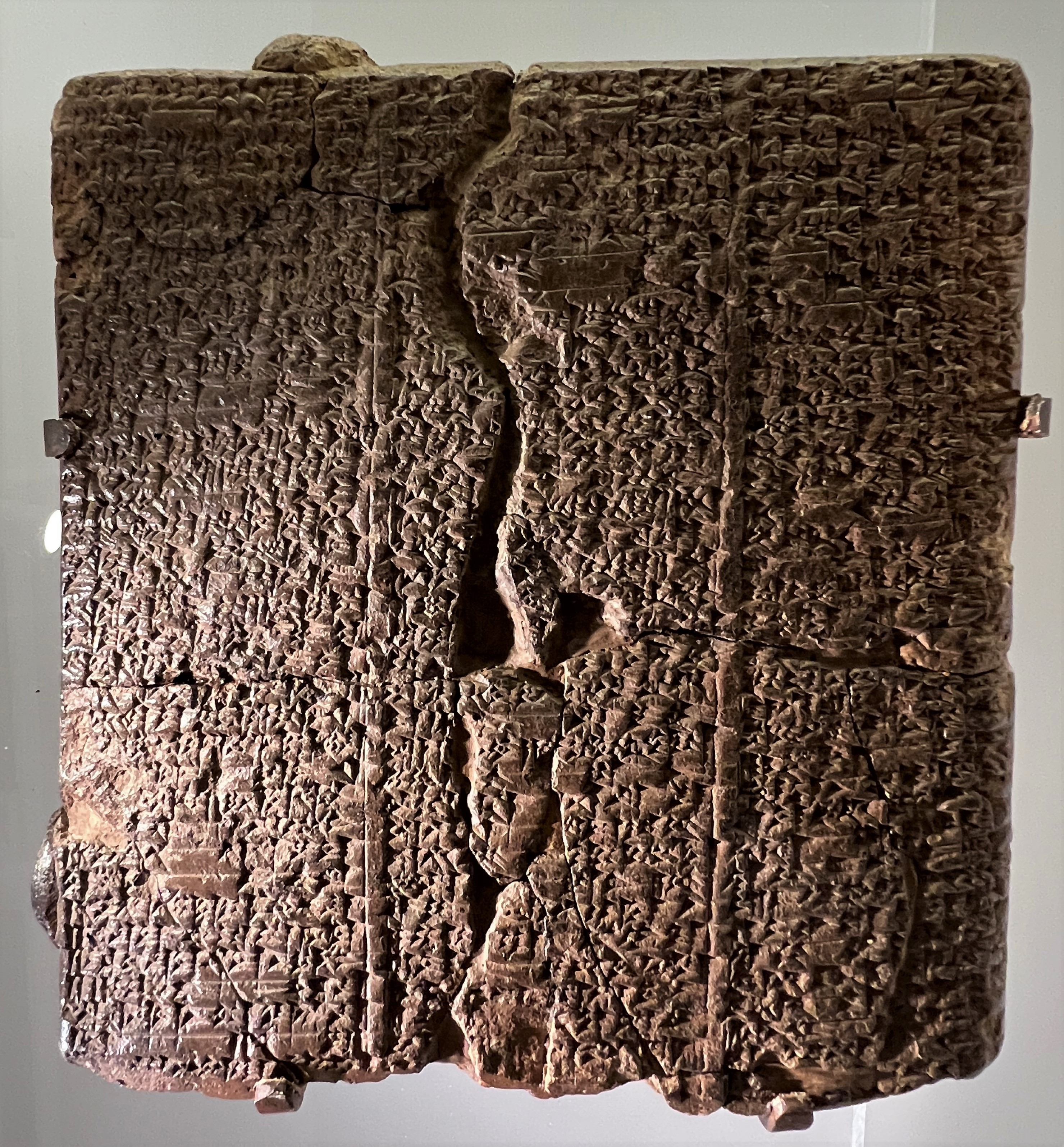
Épopée de Gilgamesh.

### L’abandon de Nippur
Sous le règne du successeur de Hammurabi, Samsu-iluna, les cités du pays de Sumer se soulèvent contre Babylone. Entre 1740 et 1739, le roi babylonien réussit à reprendre le dessus sur les insurgés, et réprime la révolte. Il ne conserve cependant pas le contrôle de la ville, qui passe dans les années suivantes (vers 1710) sous le contrôle d'Ilum-ma-ili, premier roi de la première dynastie du Pays de la Mer, comme l'indiquent une poignée de textes mis au jour à Nippur. Ces années voient apparemment une grave crise économique et peut-être même écologique survenir d'abord dans le sud de la Basse Mésopotamie, puis dans la partie centrale, dont Nippur. Les luttes continuent par la suite, puisqu'un texte de Dur-Abi-eshuh, une lettre adressée au roi babylonien Ammi-ditana (vers 1670), indique que Nippur est attaquée par un ennemi qui est sans doute le Pays de la Mer, qui soumet l'Ekur à un pillage. D'autres textes provenant du même site indiquent que les cultes du Nippur ont alors été transférés sur place, comme c'est le cas pour d'autres temples méridionaux délaissés à cette époque dont le culte est transféré plus au nord.
Les traces d'une occupation à Nippur après la fin du XVIIIe siècle av. J.-C. et pour la période suivante (dont la durée est débattue : de un à deux siècle(s)) sont donc limitées, la ville étant progressivement désertée et plusieurs de ses quartiers investis par des dunes (aparnas), comme l'indique la présence de couches sableuses sur les niveaux postérieurs à la période paléo-babylonienne dans les secteurs TC, WA et WB. Le cours de l'Euphrate semble se déplacer et ne plus irriguer Nippur, ce qui aurait alors provoqué une crise agraire. Ce phénomène se retrouve dans plusieurs autres grandes villes méridionales (Uruk, Ur, Girsu, Isin). La situation politique et sociale de la Babylonie centrale et méridionale pour cette période est très mal connue, même s'il semble que la dynastie du Pays de la Mer poursuit son existence et que les rois de Babylone y perdent toute autorité, avant la fin de leur dynastie vers 1595 av. J.-C. Un des rois du Pays de la Mer, Ayadaragalama, a fait rédiger un hymne en sumérien adressé aux dieux de Nippur, mais cela n'implique pas forcément qu'il domine cette ville.

## Un centre religieux du pays de Sumer et d'Akkad: croyances, sanctuaires et culte

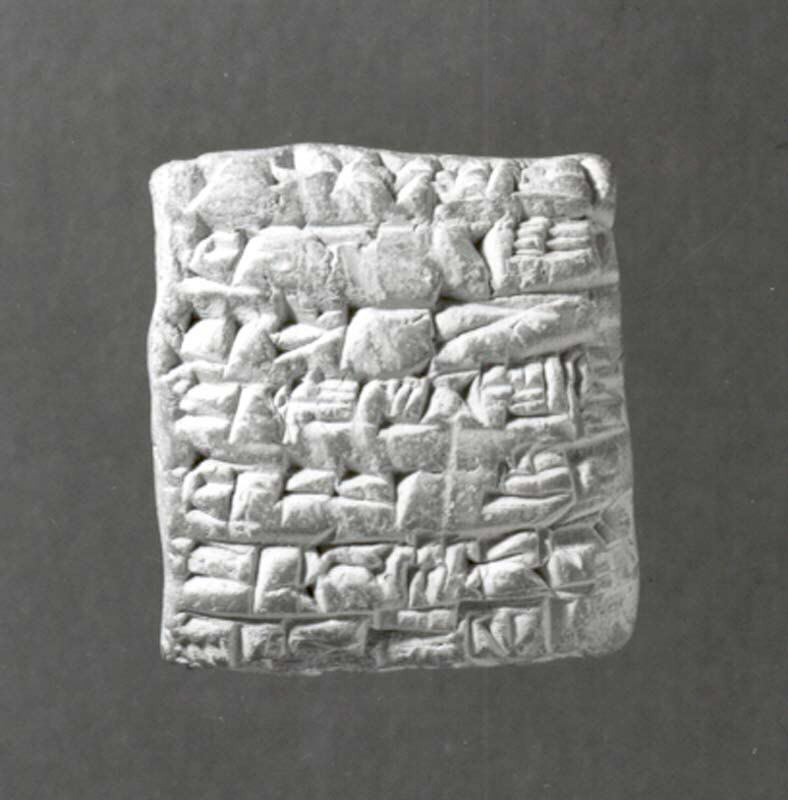
Tablette de Nippur de la période d'Ur III documentant la distribution de produits pour la lustration du trône de la déesse Gunura. Metropolitan Museum of Art.

Nippur est marquée au IIIe millénaire av. J.-C. et au IIe millénaire av. J.-C. par son statut de ville sainte de la Basse Mésopotamie, cité du dieu suprême Enlil. Cela lui confère non seulement une grande importance dans la vie politique et religieuse du pays, mais aussi un statut à part dans le domaine théologique, qui apparaît dans de nombreux textes. Son statut décline à partir de la seconde moitié du IIe millénaire av. J.-C., quand le statut du dieu Enlil est remis en cause par l'ascension du dieu Marduk de Babylone, qui reprend la fonction de dieu souverain, et par la même occasion Babylone devient dans la théologie une capitale cosmique en reprenant les traits attribués auparavant à Nippur, ce qui n'empêche pas cette dernière de rester un important centre religieux. La vie religieuse de Nippur est par ailleurs connue par la fouille de plusieurs temples, à commencer par ceux d'Enlil et Inanna/Ishtar, ainsi que les trouvailles d'objets qui y ont eu lieu. Les tablettes cunéiformes mises au jour à Nippur et dans d'autres sites de Basse Mésopotamie (notamment Puzrish-Dagan) fournissent d'autres informations précieuses sur la vie religieuse de Nippur, et plusieurs textes des époques récentes indiquent la continuité de certaines traditions cultuelles anciennes dans cette cité. 

### Le panthéon de Nippur

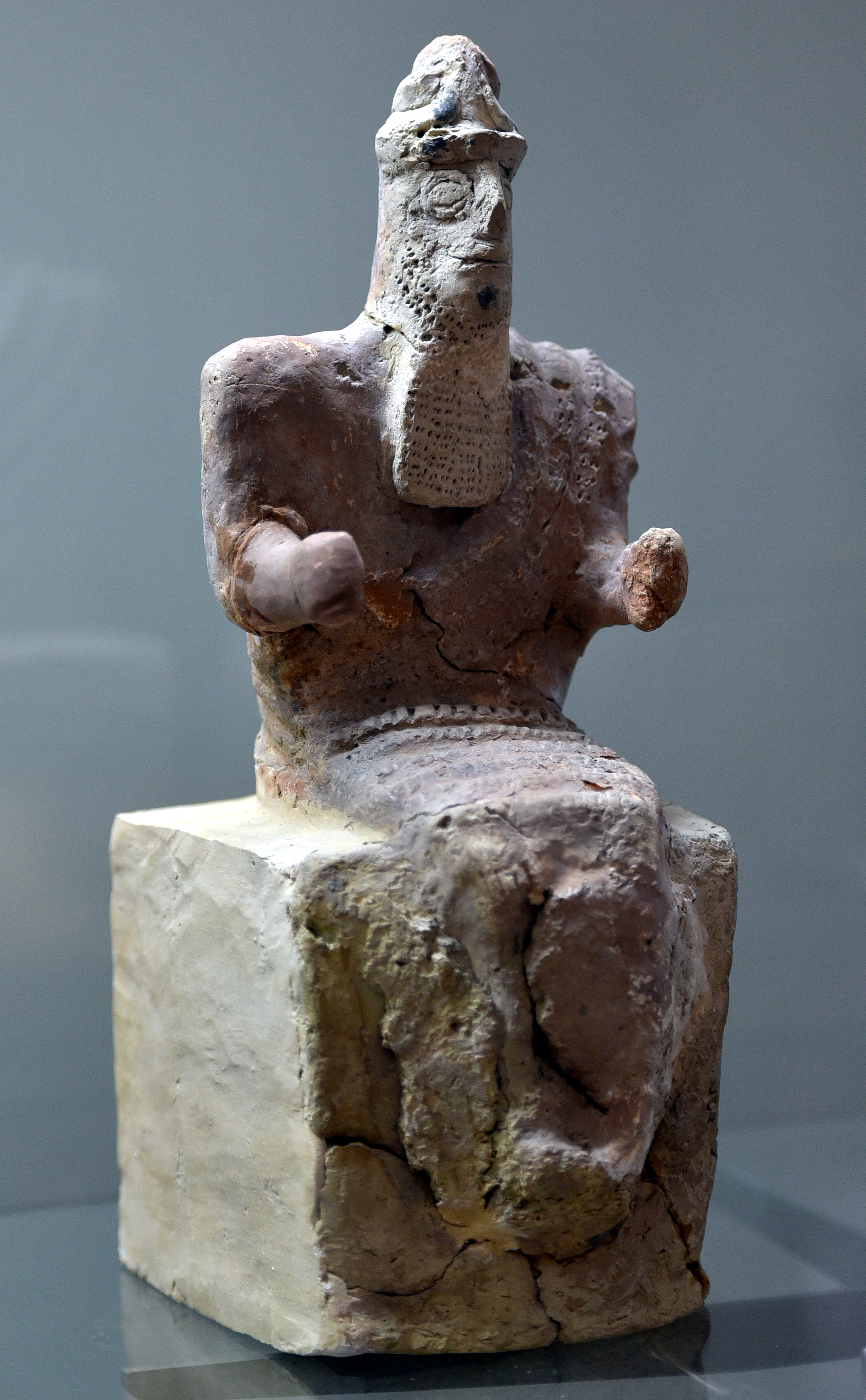
Statuette en terre cuite d'un dieu, peut-être Enlil, mise au jour dans le quartier des scribes de Nippur, datée v. 1800-1600 av. J.-C. Musée national d'Irak.

La principale divinité de Nippur est le grand dieu Enlil, qui est dans la théologie mésopotamienne, au moins à partir du milieu du IIIe millénaire av. J.-C., le roi du Ciel et de la Terre, le roi des dieux, apparaissant en première place dans les listes de divinités, un dieu qui confère la royauté, et plus largement celui qui fixe le destin des hommes. L'importance du lien de la ville avec cette divinité se manifeste clairement dans l'écriture, puisque la ville est désignée à partir du début du IIe millénaire av. J.-C. par le logogramme EN.LÍLKI, « Ville d'Enlil ». Sa parèdre est la déesse Ninlil, qui dispose également de son temple principal à Nippur.
L'autre divinité majeure de Nippur est Ninurta, fils d'Enlil et de Ninlil d'après la théologie. C'est un dieu aux fonctions à la fois agraires et guerrières, qui dispose d'une place importante dans la mythologie mésopotamienne et a joui d'une grande popularité jusqu'aux époques récentes. Il a été proposé que Ninurta ait été la divinité tutélaire d'origine de Nippur, et non son père Enlil. Les indices en ce sens sont notamment le fait que sa parèdre soit la déesse appelée « Dame de Nippur » (Nin-Nibru) et non celle de son père, que c'est en son nom à lui que sont prêtés les serments dans la cité (en particulier à l'époque Sargonique) et que les religieuses-nadītum de la ville à l'époque paléo-babylonienne lui sont vouées et non pas à Enlil, alors qu'en général elles sont consacrées à la divinité tutélaire de la ville. D'autres divinités de l'entourage divin d'Enlil étaient vénérées à Nippur, en premier lieu Nusku, dieu de la lumière, autre fils d'Enlil et de Ninlil, qui est souvent présenté comme le « vizir » du roi des dieux, et dont la parèdre est la déesse Shuzianna.
L'importance de Nippur en tant que centre religieux se voit par ailleurs dans le grand nombre de divinités qui disposaient d'un lieu de culte, qu'il s'agisse d'un temple dont elles sont la divinité principale ou d'une chapelle dans un sanctuaire. Les textes de distributions d'offrandes pour le culte fournissent des informations sur la composition du paysage divin de Nippur aux périodes d'Ur III et paléo-babylonienne. Par ailleurs des textes de théologie et topographie religieuse d'époque récente fournissent des informations similaires : le Compendium de Nippur, un commentaire portant notamment sur les noms de temples, de divinités et de rituels, et une liste des temples de Nippur. On y retrouve plusieurs des divinités majeures de la Mésopotamie antique : la déesse Inanna-Ishtar qui est une des divinités les plus importantes de Nippur, surnommée « Reine de Nippur », à laquelle est notamment dédié un bel hymne d'époque paléo-babylonienne ou kassite, le dieu-soleil Utu/Shamash, la déesse-guérisseuse Gula (aux époques anciennes Nin-gagia/Nin-egia, Nintinugga ou Ninisinna) qui devient aux époques récentes la « Dame de Nippur » parèdre de Ninurta, la déesse du savoir Nisaba, etc.

### Enlil et Nippur dans la pensée religieuse et politique
Si Nippur n'a jamais été l'origine d'une dynastie importante, son statut de ville du principal dieu du panthéon du pays de Sumer et d'Akkad lui a conféré un prestige religieux et politique majeur. Dès l'époque des dynasties archaïques la position dominante d'Enlil est consacrée par les souverains des principales cités-État sumériennes, et cette position est confirmée par la suite, sous les rois d'Akkad puis d'Ur III. La période d'Isin-Larsa voit la position de Nippur en tant que ville sainte se consolider, notamment sous la dynastie d'Isin, cité voisine de Nippur. La lutte pour la possession de la cité dans la première partie de la période paléo-babylonienne montre comment la domination sur Nippur est quelque chose de déterminant du point de vue symbolique. 
La littérature religieuse et politique développée sous l'égide des rois d'Ur III et d'Isin fait donc une grande place à Nippur, et ce d'autant plus que cette ville était un des principaux lieux d'enseignement et sans doute aussi de production savante (y compris théologique) de l'époque, ayant une tradition théologique propre dont l'influence était considérable. Les dieux de Nippur occupent une place importante dans la littérature mythologique (Enlil et Ninlil, Lugal-e, Retour de Ninurta à Nippur, etc.) et « para-mythologique » (souvent historiographique) de cette période. La Malédiction d'Akkad relate comment le roi Naram-Sîn d'Akkad perd la faveur du dieu Enlil, et en représailles commet le sacrilège de piller son grand temple à Nippur, ce qui entraîne sa chute. La Lamentation sur la destruction de Sumer et d'Akkad et la Lamentation sur Nippur véhiculent un même message, cette fois-ci transposé pour la dynastie d'Ur III, qui a perdu le soutien du dieu Enlil, et chute dans le chaos causant la destruction de Nippur. Plusieurs textes mythologiques font par ailleurs référence à des voyages de divinités se rendant à Nippur pour présenter leurs hommages à Enlil (en premier lieu Enki et Nanna). Le rôle cosmique de Nippur est mis en exergue dans plusieurs textes, notamment Enlil dans l'Ekur, un hymne glorifiant Enlil, son sanctuaire, ses célébrations religieuses, son clergé ; le temple est présenté comme ayant été érigé par le dieu en personne, imposant le respect à tous les pays, et construit au centre du Monde, Duranki le « lien entre le Ciel et la Terre » (dur-an-ki). Le Chant de la houe, mythe de création, débute par la séparation du Ciel et de la Terre par Enlil à Nippur/Duranki, servant d'axe de l'Univers, et l'Hymne à la Reine de Nippur évoque la cité en ces termes : « Nippur, lien du Ciel et de la Terre, jonction des quatre parties (de l'Univers), grandissant sur une montagne inaccessible ». 
À partir de la seconde moitié du IIe millénaire av. J.-C., le statut d'Enlil et de Nippur est remis en cause par la montée en puissance de Marduk, dieu de Babylone, capitale politique du Sud mésopotamien qui devient progressivement une capitale religieuse. Cette évolution s'accompagne de l'intégration de nombreuses caractéristiques d'Enlil en tant que roi des dieux par Marduk (et également l'aspect guerrier de Ninurta), et de même le rôle cosmique de Nippur esquissé dans les textes religieux est transposé et développé pour Babylone (notamment dans l'Enuma Elish). Le culte de Marduk est implanté à Babylone dès l'époque kassite où une grande fête en son honneur est célébrée et par la suite il conserve une place importante dans la ville en étant identifié à son grand dieu. De la même manière, en Assyrie le dieu national Assur et son culte intègrent de nombreux éléments théologiques d'Enlil et de Nippur.

### Le sanctuaire d'Enlil

Plan de l'Ekur : 1. Ziggurat 2. « Temple cuisine » 3. Chapelle de la cour sud-est.

Le temple d'Enlil, Ekur (sumérien é-kur « Maison-montagne » ; on trouve aussi à plusieurs reprises l'épithète é-nam-ti-la, « Maison de la vie » et  dur-an-ki, « Lien entre le Ciel et la Terre »), était situé au cœur de Nippur. C'était sans doute le principal centre religieux de la Basse Mésopotamie jusqu'à ce qu'Enlil soit supplanté par Marduk, dieu de Babylone, durant la seconde moitié du IIe millénaire. Les rois voulant dominer la Mésopotamie venaient s'y faire consacrer, ce qui symbolisait qu'ils avaient été choisis par le dieu garant de la royauté. On considérait que les dieux se réunissaient en assemblées présidées par Enlil, leur roi, dans l'enceinte de l'Ekur, pour y prendre des décisions déterminantes pour l'avenir de l'humanité. Elles avaient peut-être lieu sous la forme d'un rassemblement de statues divines, considérées comme étant les garantes de la présence divine sur Terre.
Les niveaux de l'Ekur remontant au-delà de la Troisième dynastie d'Ur (2112-2004) n'ont pu être dégagés. La phase la plus ancienne que l'on connaisse remonte à la reconstruction de ce temple par le premier roi de cette même dynastie, Ur-Nammu. Le temple remontait sans doute au milieu du IIIe millénaire, comme on l'apprend par une inscription de Mesannepadda, roi d'Ur, qui y fit faire des travaux. Par la suite, Naram-Sin d'Akkad entreprend des travaux pour l'agrandir, et son fils Shar-kali-sharri mène le gros de l'ouvrage. Les rapports entre Naram-Sîn et Nippur sont ambigus. Certes il débute la reconstruction de l'Ekur, mais la tradition garde en mémoire le fait qu'il lui ait nui (notamment dans la Malédiction d'Akkad). On ne sait pas à quoi cela fait référence, il a été proposé que ce soit lié au fait qu'il ait détruit l'ancien temple dans le but de le reconstruire, choquant les partisans locaux de la tradition sumérienne, ou bien au fait qu'il se soit fait déifier, ce qui aurait pu être perçu comme un sacrilège. Quoi qu'il en soit les textes relatifs à la reconstruction du temple sous son patronage et celui de son fils permettent de constater qu'ils n'ont pas été avares dans leur entreprise, consacrant environ 29 kilos d'or pour la réalisation de disques solaires et croissants de lune, et 200 kilos d'argent pour réaliser d'autres ornements ; la porte du temple était gardée par deux grandes statues en cuivre de génies appelés lahmu, deux paires de bisons en cuivre, et des dragons en métal. Ur-Nammu remania l'ensemble, et par la suite plusieurs souverains devaient le restaurer sans en modifier grandement le plan (entre autres plusieurs rois kassites, Nabuchodonosor Ier, les rois assyriens Assarhaddon et Assurbanipal) et le couvrir d'offrandes,.
Les fouilles ont révélé que l'Ekur était organisé autour d'une grande cour (kisal-mah) protégée par une enceinte dans laquelle se trouvaient des pièces annexes. L'ensemble devait par la suite conserver un aspect similaire malgré les différentes phases de reconstruction, au moins jusqu'à l'époque néo-babylonienne dont les niveaux sont moins bien connus car ils ont été perturbés par les réaménagements du secteur à l'époque parthe. L'ensemble était dominé par le temple sur terrasse, ou ziggurat, dont les textes plus tardifs indiquent qu'elle avait pour nom cérémoniel Esagdil (é-sag-dil « Maison des secrets »), ayant une base de 57 × 39,40 mètres, et dont le premier étage mesurait au moins 6 mètres de haut. On l'escaladait par un escalier perpendiculaire de 15 mètres de long pour 6,50 de large. Son sommet comportait un temple, avec une cella nommée E-hursag-galam(ma), « Maison-Montagne construite avec habileté », qui apparaît à plusieurs dans des listes d'offrandes de l'époque d'Ur III comme récipiendaire de sacrifices, au même titre que le trône du dieu (sur lequel se trouvait sa statue de culte assurant sa présence sur terre), ce qui indique qu'ils avaient été investis d'une partie de la divinité d'Enlil. Un édifice situé dans une cour juste au pied de la ziggurat avait un aspect particulier : ses murs étaient épais, et il était organisé autour d'une succession de petites pièces agencées autour de deux plus grandes salles rectangulaires, identifiées par leur fouilleur comme des cellae (elles disposaient à l'époque kassite de banquettes et autels). On a mis au jour dans l'édifice du matériel destiné à la cuisson, qui a donné lieu à une interprétation de la fonction de l'édifice : ce serait un « Temple-cuisine » (suivant une interprétation d'un édifice à Ur situé également aux pieds de la ziggurat) où l'on préparait les offrandes rituelles destinées à Enlil, le temple principal où il résidait (incarné par sa statue de culte) étant manifestement celui situé au sommet de la ziggurat. Au sud-est de la grande cour se trouvait une autre cour de taille importante, plus petite, dans laquelle n'a été mis au jour qu'un petit édifice lors des fouilles de la fin du XIXe siècle, dont les relevés sont difficilement exploitables. Il a livré deux inscriptions qui datent sa fondation du règne d'Amar-Sîn d'Ur III, et font de l'édifice une chapelle liée au culte d'Enlil. Les textes indiquent par ailleurs que l'on trouvait d'autres édifices cultuels dans l'Ekur, notamment la « Cour de l'assemblée (divine) » (ub-šu-ukkin-na) où étaient censés se réunir les dieux de Sumer sous la direction d'Enlil, ainsi qu'un « Grand jardin » ((é-)giškiri6-mah). Une tablette topographique et métrologique d'époque kassite (ou paléo-babylonienne) fournissant la dimension des temples de Nippur et de leurs annexes indique que l'Ekur comprenait également un ensemble de dépendances (é-ahê u takalātum), notamment les résidences de prêtres (en et lagar).

### Les temples de l'entourage d'Enlil
Les textes topographiques et le plan kassite de Nippur indiquent que le temple de la déesse Ninlil, parèdre d'Enlil, se trouvait à proximité du temple d'Enlil. Il a pu être proposé qu'il s'agissait de la cour sud-est dégagée dans le complexe de l'Ekur, mais cela n'est pas confirmé par les éléments architecturaux et épigraphiques qui y ont été mis au jour. Le nom cérémoniel du temple de Ninlil était Ekiur (é-ki-ùr « Maison, lieu nivelé (?) ») et qui est attesté dans de nombreux textes, de même que sa cella qui portait le nom cérémoniel « Maison, chambre du tabouret » ((é-)gá-giš-šú-a). Le texte métrologique de description des temples mentionne par ailleurs qu'on y trouvait une « Maison des dames » (é-bēleti), sans doute les prêtresses de la déesse, et d'un ensemble de dépendances. La déesse disposait également d'un important lieu de culte à Tummal, cité située au sud de Nippur (peut-être le site de Tell Dlehim, une vingtaine de kilomètres au sud), où se déroulaient sous la période d'Ur III d'importantes festivités. Enlil et Ninlil disposaient également d'un temple conjoint, mentionné dans plusieurs textes (nom cérémoniel é-kur-igi-gal, quelque chose comme « Maison, montagne douée de vision »), apparemment dans le secteur de l'Ekur.
Le temple de Ninurta, fils d'Enlil et de Ninlil, avait pour nom cérémoniel Eshumesha (é-šu-me-ša4, sens indéterminé). C'est un temple important si l'on se fie aux textes de la topographie religieuse de Nippur, qui le placent toujours en troisième position après ceux de ses parents. Il n'a pas été dégagé lors des fouilles, même si des textes rituels qui en proviennent sont connus. Sa localisation reste donc incertaine : il a été suggéré qu'il se trouvait sur le tell des temples, ou bien sur le tell occidental là où se trouve temple identifié pour les phases récentes comme étant celui de Gula (secteur WA ; voir plus bas), puisqu'elle était alors sa parèdre, assimilée à la déesse appelée « Dame de Nippur » (Nin-Nibru) des phases antérieures, et que les anciens mésopotamiens avaient l'habitude d'associer les couples divins dans les sanctuaires (le temple de Gula dans sa cité d'Isin comprend d'ailleurs une chapelle de Ninurta). Le texte métrologique cite en tout cas le temple de Ninurta et celui de la Dame de Nippur côte à côte, et leurs principales composantes architecturales sont comme pour les autres temples une grande cour et des bâtiments servant aux desservants du temple et pour le stockage,. 
Enfin, un autre temple d'une divinité de l'entourage d'Enlil est celui du dieu Nusku. Il dispose d'un temple mentionné par le texte de description des temples de Nippur, dont on sait par d'autres textes qu'il avait pour nom cérémoniel « Maison, éclat lumineux du Ciel » (é-me-lám-an-na) ou « Maison à l'éclat terrifiant » (é-me-lám-huš). Son culte est attesté par une tablette d'époque paléo-babylonienne indiquant qu'on y vénérait aussi son père Enlil, sa parèdre Shuzianna, et les dieux jumeaux Lugal-irra et Meslamta-ea.

### Le temple d'Inanna de Nippur
Le temple le plus important après l'Ekur qui ait été dégagé est celui dédié à la déesse Inanna/Ishtar, appelé tantôt Eduranki (nom servant parfois à désigner également le sanctuaire d'Enlil) ou Ebaradurgara (é-bára-dúr-gara « Maison, podium du Trône »), situé au sud-ouest du temple d'Enlil. Il remonte à la période d'Uruk moyen (milieu du IVe millénaire), période à laquelle le bâtiment n'a apparemment pas de fonction cultuelle. Il a connu par la suite une dizaine de reconstructions, jusqu'à l'époque parthe. 
Le niveau IX s'étale sur une longue période ; sa cella était peut-être à ciel ouvert. Les niveaux VIII et VII (fin du dynastique archaïque) voient l'agrandissement de l'édifice : sont édifiés un ensemble de salles, de cours assez complexe, menant à une cour à portique qui ouvrait sur deux cellae, dont une précédée d'une antichambre, excentrée par rapport à l’organisation de l’édifice. De nombreuses offrandes caractéristiques des dépôts votifs de cette période y ont été trouvées, enfouies dans le sol, notamment quelques statuettes et plaques ornées de bas-reliefs, des vases en pierre portant des inscriptions votives, ainsi que des plaques de nacre gravées incrustées à l'origine dans des objets qui ont disparu,. 

Objets votifs mis au jour dans le niveau VII du temple d'Inanna de Nippur, v. 2600-2500 av. J.-C. Metropolitan Museum of Art.
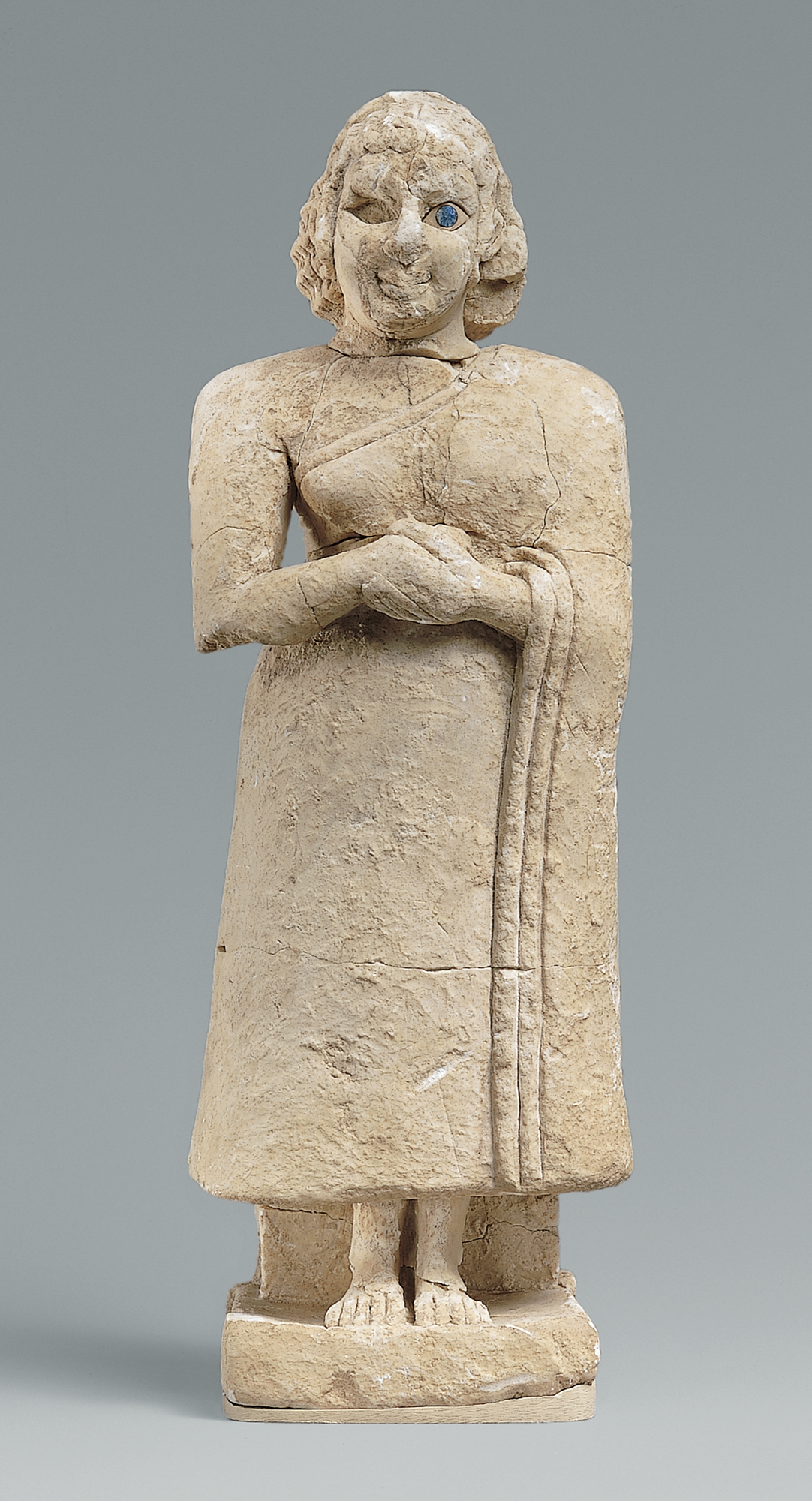
Statue d'orante, en calcaire, yeux en nacre et lapis-lazuli.
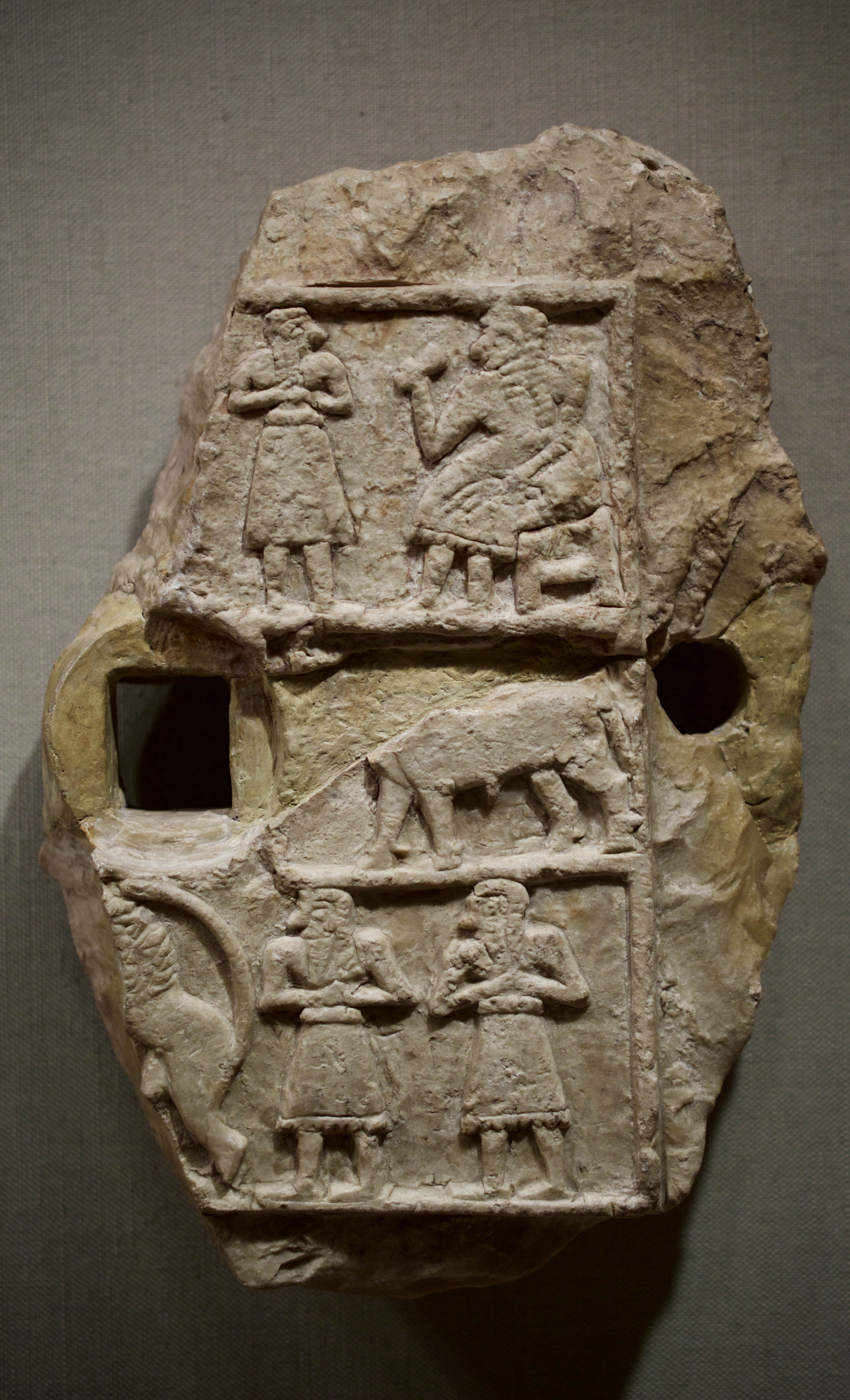
Plaque votive perforée représentant une scène de banquet.
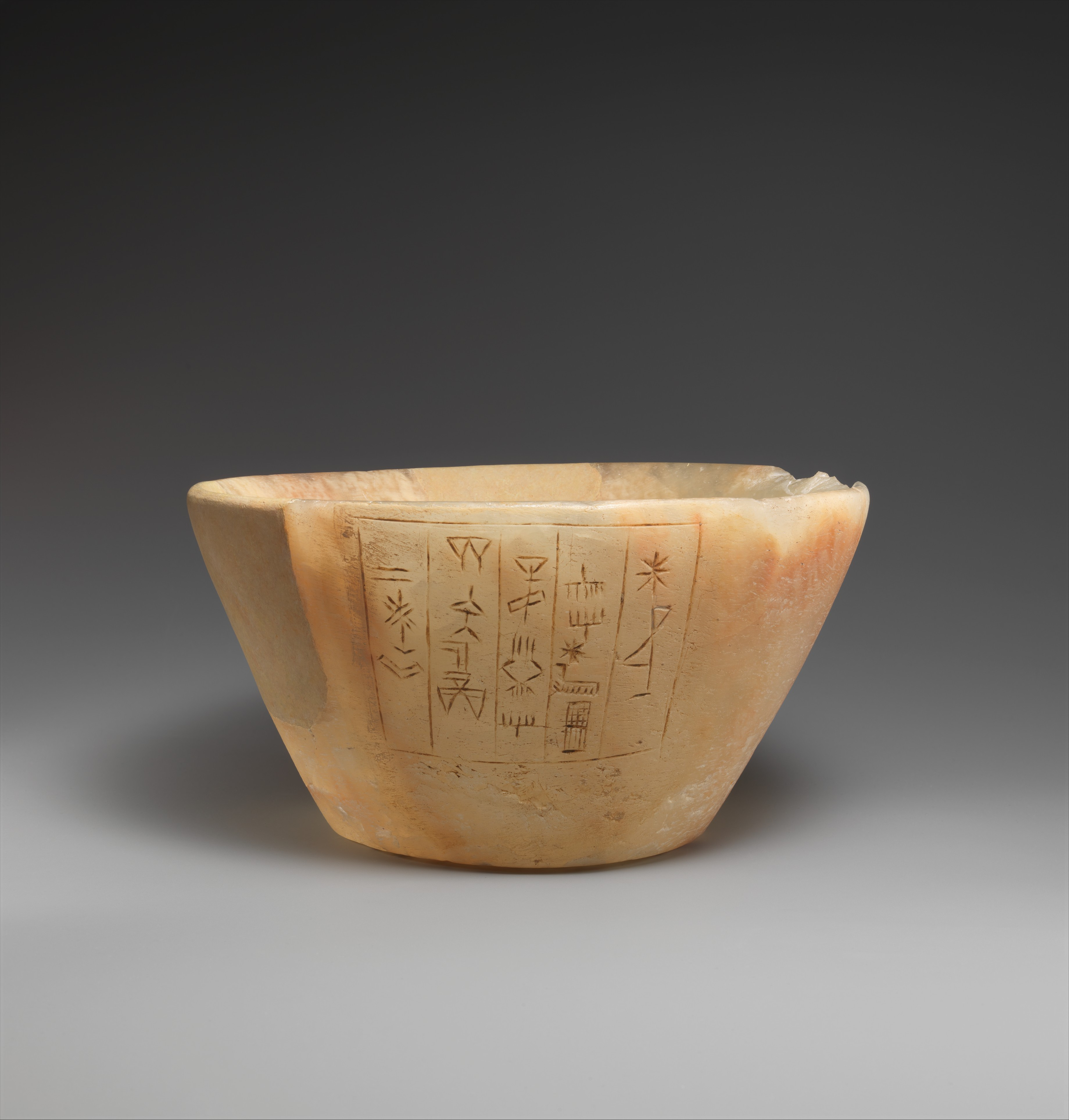
Vase en pierre inscrit voué par Aka-Enlil, chef des marchands.
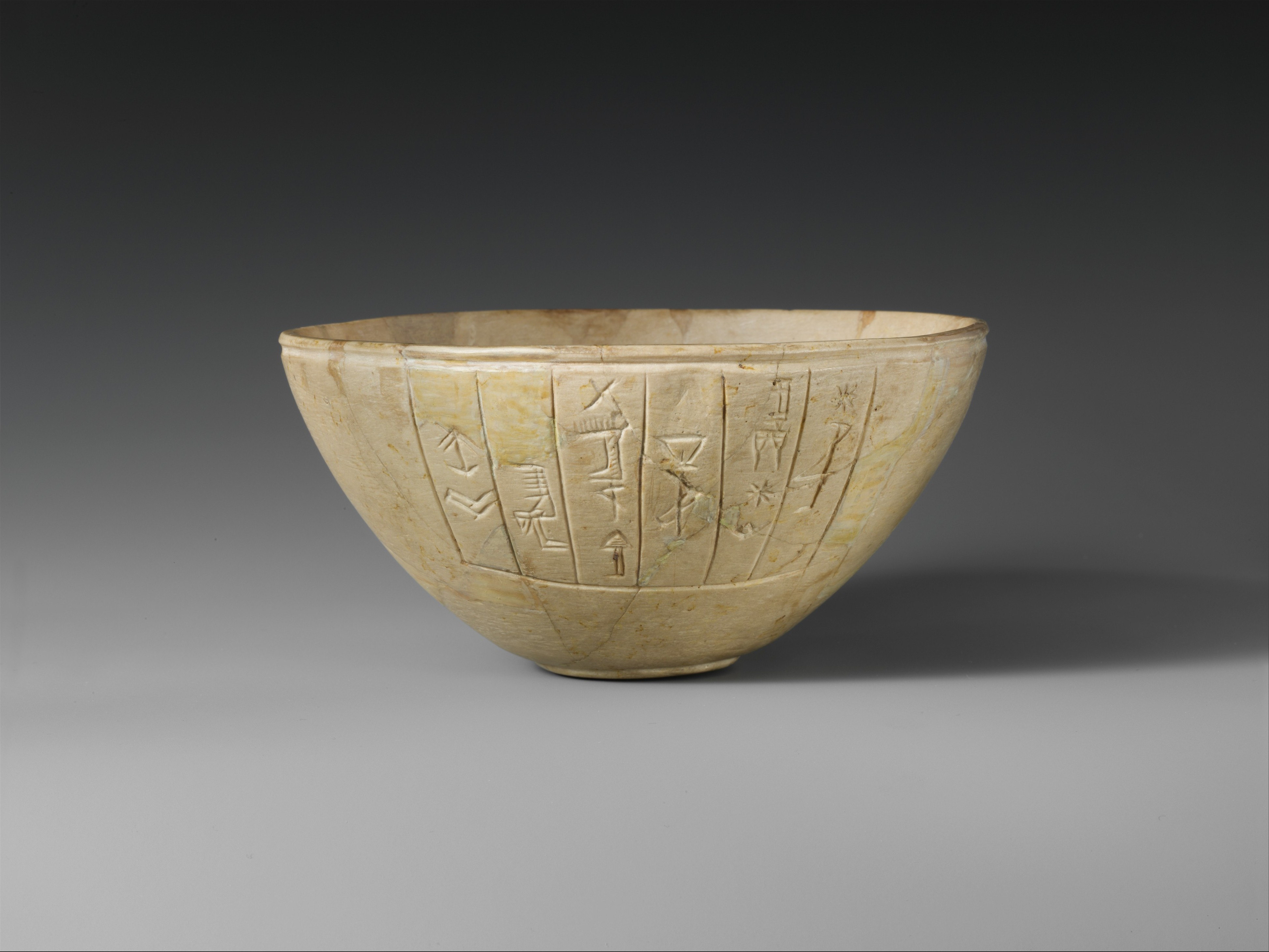
Vase en pierre inscrit voué par He-Utu.
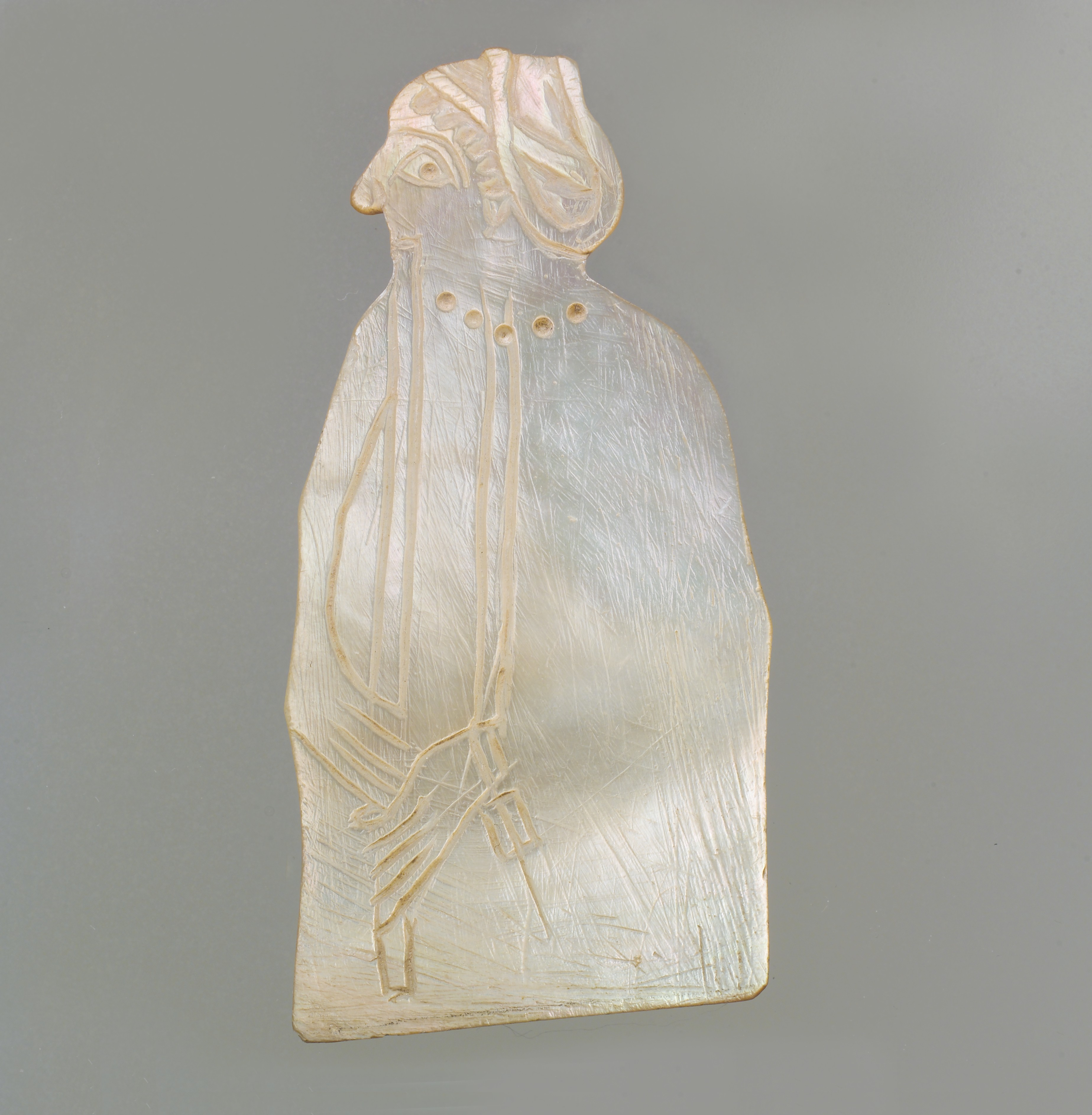
Élément en nacre gravé représentant une femme portant une flûte et un pendentif en forme de sceau-cylindre.
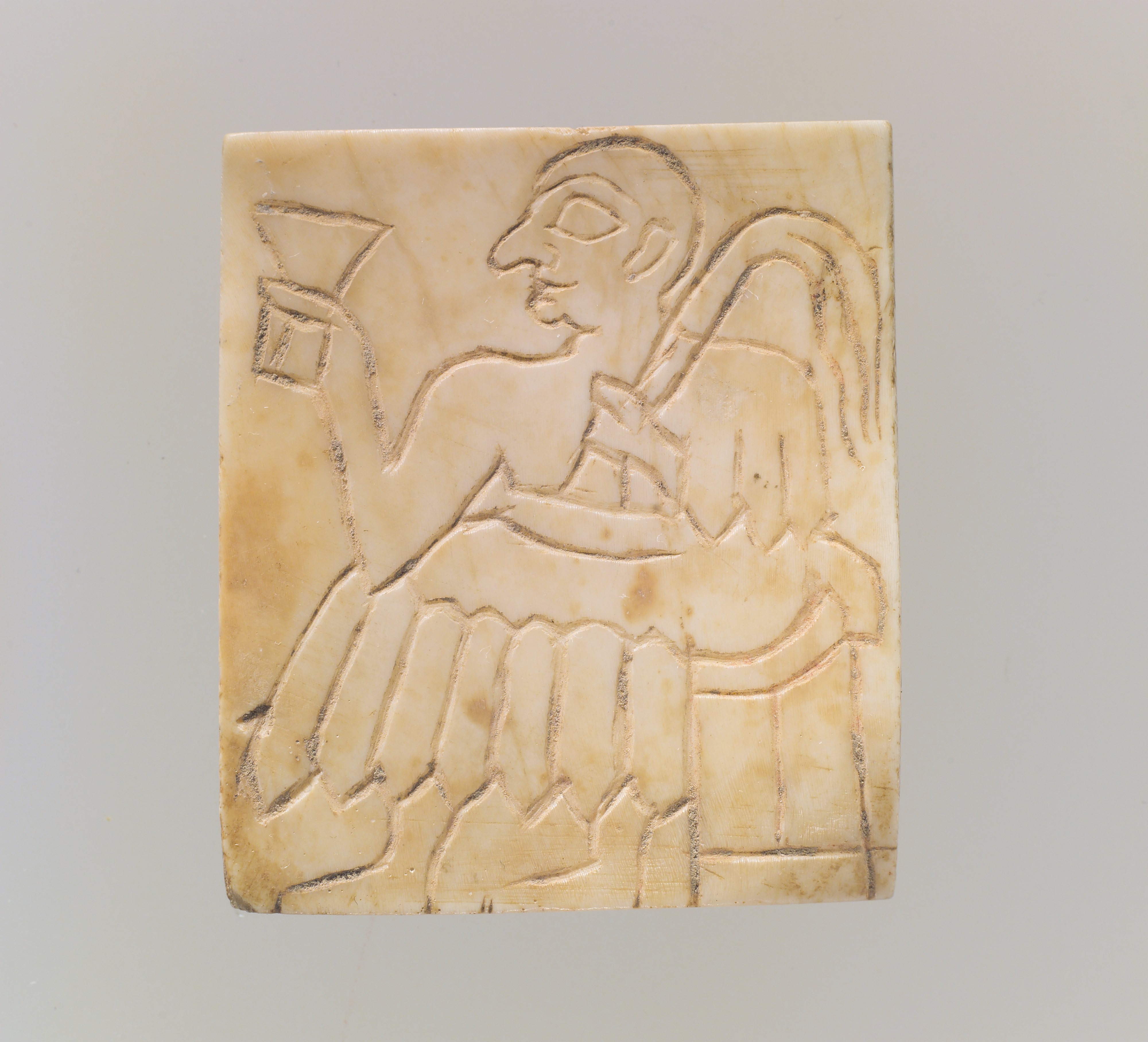
Élément en nacre gravé représentant un homme assis à un banquet.
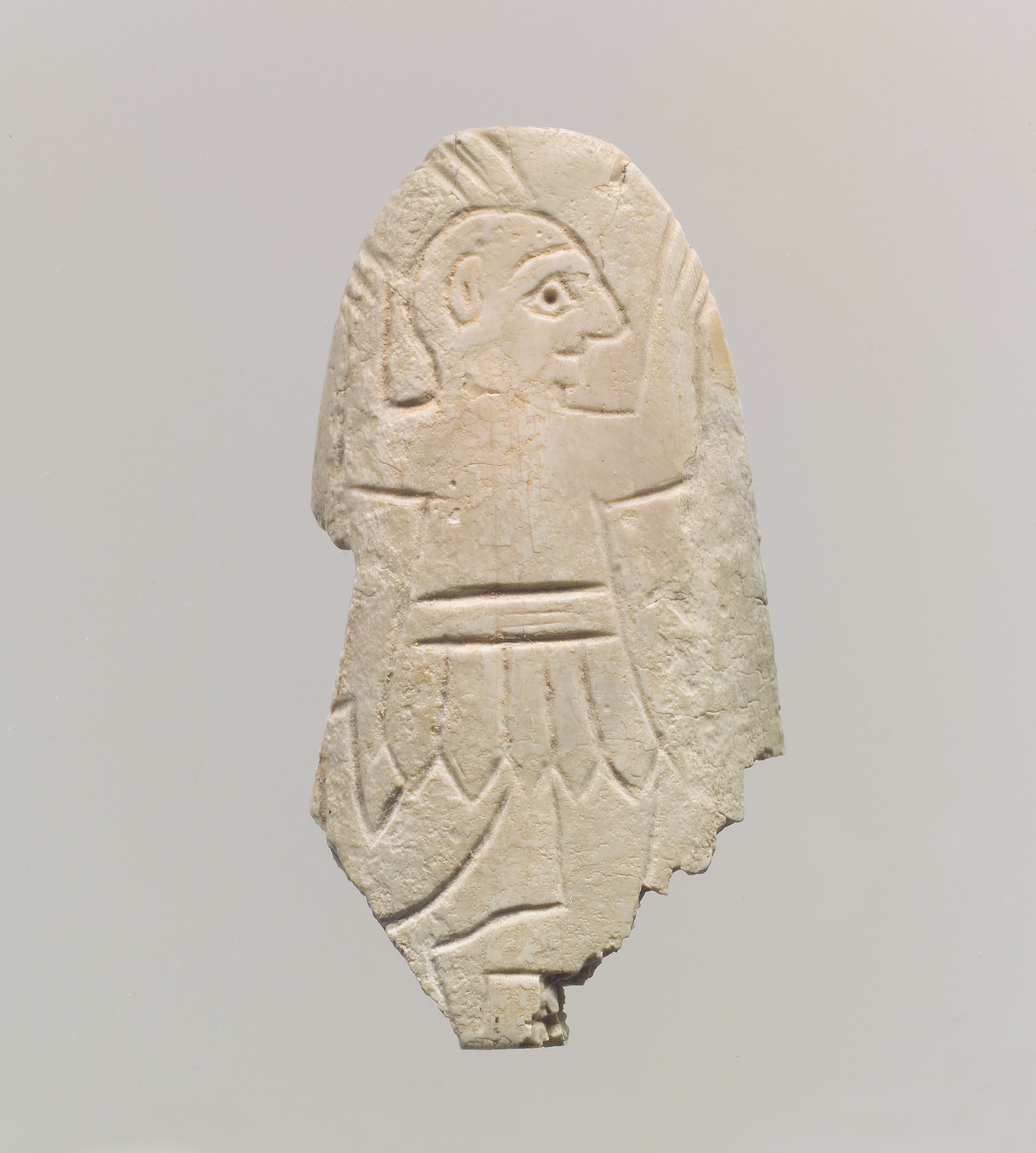
Élément en nacre gravé représentant un homme dansant.

Le temple fut reconstruit par le roi Shulgi d'Ur, au début du XXIe siècle, qui correspond au niveau archéologique IV de l'édifice : on détruisit une partie de l'ancien temple pour constituer un grand bâtiment rectangulaire de 100 × 50 mètres, organisé autour de plusieurs cours ; la cella de cette période a été détruite lors d'un autre réaménagement effectué bien plus tard, sous les Parthes, qui rend également impossible l'analyse du bâtiment aux périodes intermédiaires VI-V et aux périodes suivantes qui ont été reconnues : le niveau III devant correspondre à la période d'Isin-Larsa, le niveau II est d'époque kassite, le niveau I d'époque néo-assyrienne, les phases postérieures ayant totalement disparu. C'est du niveau IV que datent les archives du temple dont il a été question plus haut. Leur mise en relation avec les plans de l'édifice ont permis de tenter de retrouver le fonctionnement spatial du sanctuaire. La partie nord-est semble ainsi être la « chancellerie » du temple.

### Les autres temples
Ville religieuse majeure, Nippur comptait de nombreux temples et autres lieux de culte. Deux ont été mis au jour lors des fouilles.
Un complexe cultuel se situait au nord de la partie orientale de la cité, dont la divinité tutélaire n'a pas été identifiée. Il a été nommé « Temple Nord » par les fouilleurs. Sa construction remonte au moins à la période des Dynasties archaïques I (2900-2750), et il est abandonné vers la fin de l'Empire d'Akkad, remplacé par des bâtiments aux fonctions non cultuelles. Ce temple a un plan similaire à celui des temples de la même période, avec une cour entourée des magasins et des cuisines, ouvrant sur le sanctuaire où se trouvait un autel avec une table d'offrandes.
Un dernier temple important est construit à la période d'Ur III sur le tell ouest, dans la zone WA, mais il est surtout connu pour la période néo-babylonienne (VIIe – VIe siècles, voir plus bas). Les offrandes retrouvées datant de cette dernière période ont permis de l'identifier comme un sanctuaire de la déesse Gula. Ce temple constitue peut-être une partie du temple de Ninurta comme évoqué plus haut.

### Rituels, fêtes religieuses et calendrier cultuel

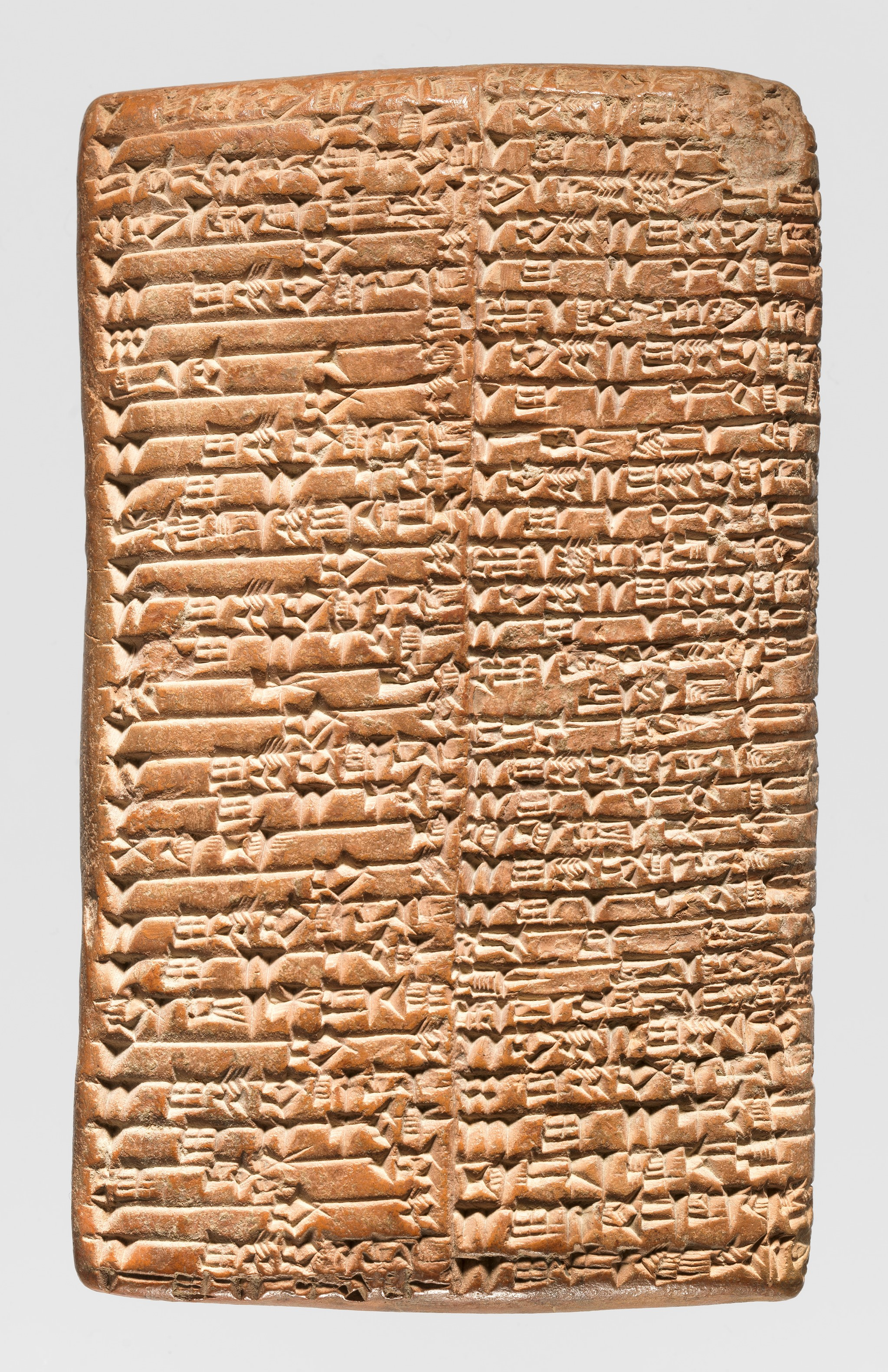
Tablette de Puzrish-Dagan listant des livraisons d'animaux pour la fête de la préparation des champs (šu-numun á-ki-ti). Ur III (règne d'Amar-Sîn), Metropolitan Museum of Art.

La vie cultuelle de Nippur est connue grâce à de nombreuses archives économiques, ainsi que quelques textes rituels et religieux. Au quotidien, les dieux recevaient de nombreuses offrandes, qui apparaissent notamment dans les archives de Drehem pour la période d'Ur III, et diverses tablettes de distributions d'offrandes de l'époque paléo-babylonienne, en particulier les offrandes alimentaires appelées sá-dug/satukku(m), redistribuées aux desservants des temples (agneaux, farine, pain, huile, vin, bière, etc.),,. Le « clergé » mentionné dans ces textes est constitué de desservants attestés couramment à ces époques (« chantres » nar, « lamentateurs » gala, « purificateurs » gudu4), d'autres à la fonction moins claire mais qui jouent manifestement un rôle important (nu-èš, lagar), des prêtresses ou religieuses déjà évoquées, des prébendaires chargés de la préparation des offrandes et des rituels (comme les « brasseurs » et « portiers »), un administrateur (sanga), et un grand prêtre ou une grande prêtresse (en, ereš dingir) dans le temple du dieu Enlil ; plusieurs grandes prêtresses d'Enlil sont des princesses, comme Tutu-napshum la fille de Narâm-Sîn d'Akkad.
Les archives de l'époque d'Ur III permettent de connaître les principales festivités annuelles (ezem) qui émaillaient le calendrier cultuel de Nippur à cette période. C'est un calendrier de type « luni-solaire » (douze mois lunaires de 29 ou 30 jours), qui se décale par rapport à l'année solaire (plus longue d'une dizaine de jours) et donc du rythme des saisons, nécessitant périodiquement des réajustements par l'ajout de mois intercalaires (diri(g)). Les grandes fêtes religieuses qui donnaient les noms aux mois mettaient en avant les principales divinités du panthéon local. La grande fête dédiée à Ninurta était la fête gusisu (gu4-si-su), qui se déroulait du 20e au 24e jour du second mois de l'année (en principe avril-mai). Cette fête agraire devait son nom aux bœufs de labour (gu4) et ouvrait la période de préparation du matériel aratoire en vue des semailles (qui se déroulent à l'automne) ; elle donnait lieu à des offrandes aux principaux dieux de Nippur, et à une grande offrande à Ninurta le dernier jour, marquée par la récitation de textes religieux et le plantage symbolique des premières semailles. La fête šu-numun á-ki-ti du quatrième mois (juin-juillet) était liée à la préparation des champs céréaliers. Le mois suivant était celui de la fête de l'allumage des brasiers (NE-NE-gar), et le suivant celui de la grande fête de la déesse Inanna (kin-dInanna). Le huitième mois semble être celui d'une fête liée à l'araire (gišapin-du8-a), marquant la fin de la période des labours et semailles (octobre-novembre). C'est peut-être durant ce même mois que se déroule l'une des principales fêtes religieuses de l'époque, celle de la déesse Ninlil à Tummal, durant lequel la statue de la déesse se déplace depuis son temple de Nippur jusque dans cette ville. Le douzième et dernier mois de l'année (février-mars) était celui de la fête des moissons (še-sag11-ku5 ; la récolte avait lieu au printemps), traditionnellement marqué à Sumer par une grande fête, qui n'est attestée assurément que par un texte pour Nippur à cette période, mais d'autres tablettes plus tardives indiquent que ce rituel était associé dans cette ville au grand dieu Enlil. D'autres célébrations avaient lieu exceptionnellement, par exemple lors de la consécration d'objets destinés aux appartements et au trésor des divinités, comme les constructions des barques sacrées d'Enlil et de Ninlil rapportées dans plusieurs noms d'années de ces périodes, et aussi un hymne du règne de Shulgi.  
Le calendrier cultuel de Nippur semble avoir eu une influence sur le calendrier « standard » qui s'impose en Babylonie dans le courant du IIe millénaire av. J.-C., le nom des mois étant écrit avec des logogrammes dérivés des noms de mois du calendrier de Nippur. Le déroulement des festivités à Nippur est moins bien connu pour les périodes postérieures à la période d'Ur III. Les fêtes appelées akītu, principales festivités des villes babyloniennes, sont mentionnées à plusieurs reprises pour Nippur, notamment dans le Compendium de Nippur qui indique que plusieurs se déroulaient lors du premier mois de l'année (Nisannu) : pour Marduk (qui a alors supplanté Enlil à la tête du panthéon), Ninurta, Ishtar la Reine-de-Nippur et Sîn. Ce texte indique également d'autres festivités se déroulant à Nippur, notamment une grande fête à Ishtar, cette fois au cinquième mois, et celle d'Enlil au onzième mois.

## La période kassite

### Réoccupation et reconstruction du site

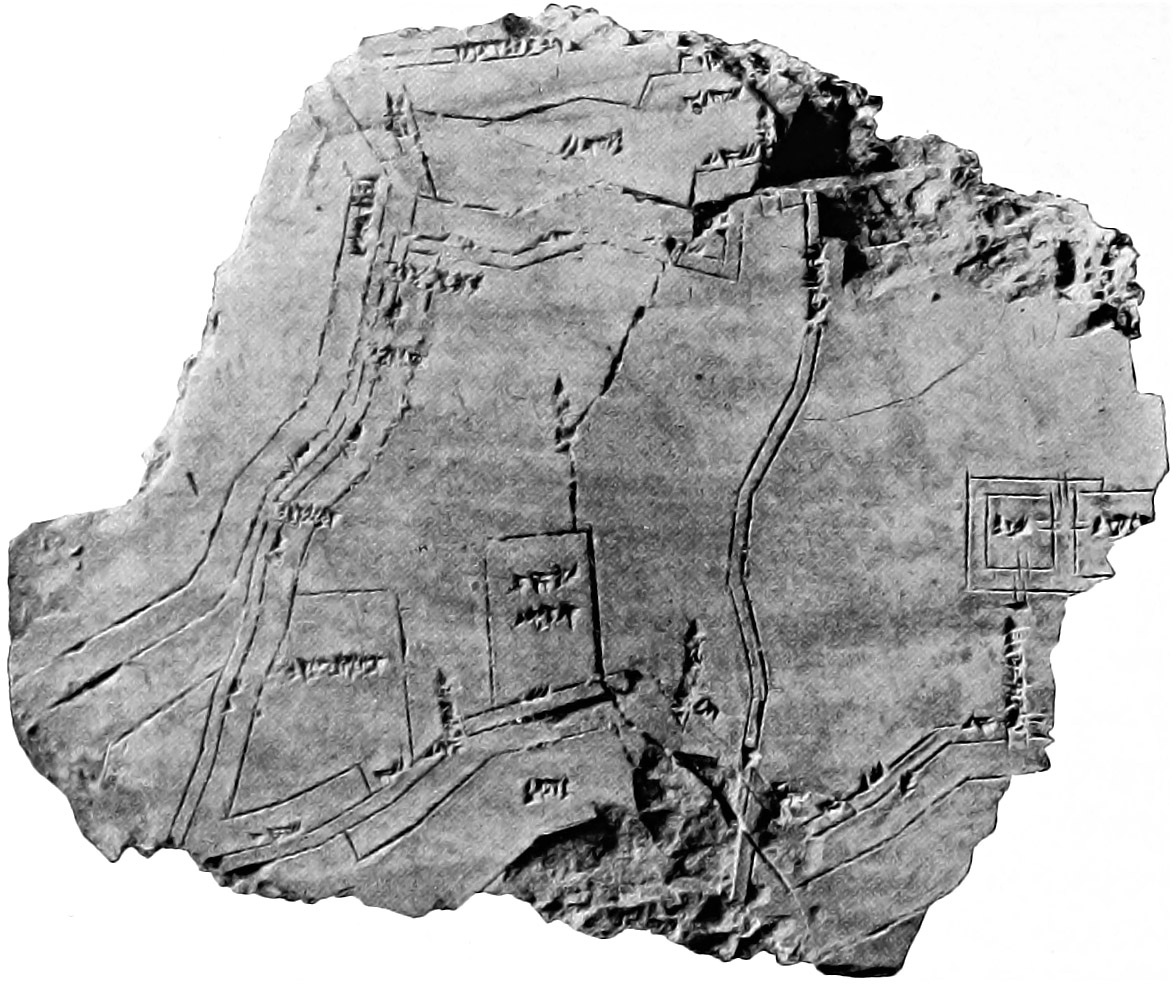
Fragment de la tablette du plan de Nippur à l'époque kassite.

La fin du XIVe et le début du XIIIe siècle av. J.-C. voient une phase de réurbanisation de la Babylonie centrale et méridionale, qui se traduit par le repeuplement de Nippur, sous le règne de la dynastie kassite de Babylone qui a éliminé vers 1500 la dynastie du Pays de la Mer. Le plus ancien texte de Nippur datant de la période kassite repéré (isolé par rapport au reste des archives) serait daté du règne de Kadashman-Harbe Ier (seconde moitié du XVe siècle av. J.-C.), mais une copie d'une inscription d'un roi antérieur, Kashtiliash III (qui a régné autour de 1500), provient probablement du site ; elle commémore le creusement sous le règne de ce dernier (qui dans l'inscription est simplement présenté comme « gouverneur d'Enlil ») d'un canal approvisionnant Nippur, ce qui indique que les projets d'aménagement de la cité ont débuté dès cette période (correspondant à la phase de conquête du Pays de la Mer). Les réseaux d'irrigation de la région sont remis en état de fonctionnement progressivement, et la cité est à nouveau alimentée en eau. Les plus anciennes activités de restauration et d'offrandes dans un temple de Nippur, principalement dans celui d'Enlil et de Ninlil, remontent au règne de Kurigalzu Ier (début du XIVe siècle av. J.-C.). La muraille est également reconstruite à cette période, englobant sans doute la même surface qu'à l'époque d'Ur III. Cette reprise s'observe également dans les autres grandes villes du Sud de la Babylonie qui ont été dépeuplées au XVIIe siècle. Les souverains de la nouvelle dynastie, qui continuent de considérer Enlil comme le dieu suprême (le temple principal de Dur-Kurigalzu, capitale fondée par Kurigalzu Ier, lui est d'ailleurs consacré et on y retrouve également Ninlil et Ninurta), jouent un rôle important dans cette reprise, comme l'attestent les inscriptions de fondation retrouvées sur le site. Du point de vue du matériel céramique, la rupture avec la période précédente est évidente : les types de l'époque paléo-babylonienne, caractéristiques des sites méridionaux de l'ancien pays de Sumer, ont disparu, sans postérité, pour être remplacés par l'assemblage courant sur les sites de la Babylonie kassite, qui est bien différent et semble plutôt être une évolution de celui présent sur les sites du Nord babylonien durant la période précédente.
Un document exceptionnel de cette période nous montre les grands traits de l'organisation de l'espace dans la ville à cette période : il s'agit d'une carte inscrite sur une tablette d'argile. La reproduction semble assez fidèle. Bien qu'elle soit dans un état fragmentaire, on y distingue les murailles de la cité, sept portes de la ville y sont nommées, ainsi que les temples d'Enlil et de Ninlil, et un grand jardin dans l'angle sud-ouest (le « Jardin de (l'intérieur de) la ville », giš.kiri6 ša uru.ki). Un canal coupe la ville en deux (le « Canal de (l'intérieur de) la ville », id ša uru.ki), alors que l'Euphrate coule en bas de l'enceinte occidentale et un autre canal au nord (appelé Nunbirdu).
Le plan kassite a pu servir de guide lors des fouilles entreprises par l'Institut oriental de Chicago à partir de 1975 sur le tell ouest, où plusieurs tranchées furent creusées et retrouvèrent des sections de la muraille (WC-1 et WC-2), ainsi que le cours d'eau coulant à l'ouest du tell, là où l'Euphrate coulait selon le plan, même si les fouilles indiquent plutôt la présence d'un canal. Dans le secteur des temples, les reconstructeurs de la cité relèvent les temples d'Enlil et d'Ishtar et le temple Nord suivant le tracé des niveaux anciens, ce qui signifie qu'ils n'avaient pas été oubliés, ou bien qu'ils les ont retrouvés en fouillant sur place et en mettant la main sur les anciennes inscriptions de fondation. En revanche dans le secteur de Tablet Hill, TA et TB, là où se trouvaient les quartiers résidentiels dégagés pour l'époque paléo-babylonienne, aucune trace d'occupation importante d'époque kassite n'a été identifiée. Mais la séquence chronologique des fouilleurs de ce site pour les périodes suivant la paléo-babylonienne a été revue à partir d'un nouveau sondage (TC), et il semblerait que le quartier n'ait pas été reconstruit à l'époque kassite sur le sommet du tell, mais plutôt sur ses pentes. Au sud du tell ouest, un palais de la période a été mis au jour (zone WB). Bien que mal conservé, il a été le lieu de trouvailles d'archives, qui ont indiqué qu'il s'agissait probablement de la résidence du gouverneur de la ville, au moins au XIIIe siècle av. J.-C. Plus à l’ouest, dans la zone WC-1 près de la muraille, une vaste construction a été mise au jour, à l'emplacement où se trouvait selon la carte le jardin intérieur (ce qui pourrait indiquer qu'elle a été dressée à un moment où l'édifice ne se trouvait pas encore là). Elle s'étendait sur plus de 500 m², et encore tout l'édifice n'a pas été dégagé. Elle a été interprétée comme une résidence privée, mais une partie de l'édifice pourrait être consacrée à des fonctions publiques. Les tablettes retrouvées sur le site évoquent plusieurs personnes, mais ne permettent pas d'identifier la fonction de la bâtisse.

### Administration et société

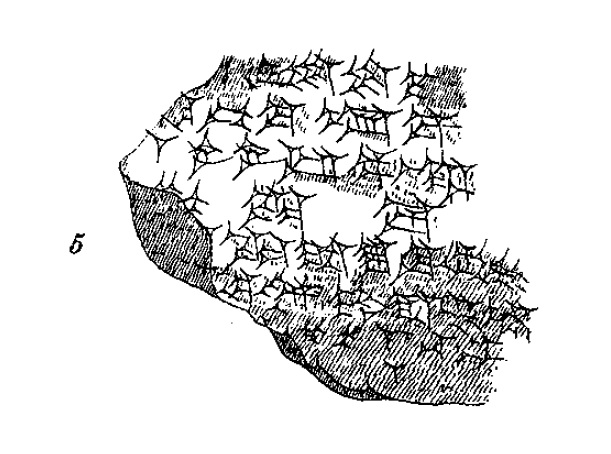
Copie d'une tablette de l'époque kassite : lettre d'Ili-ippashra, gouverneur de Dilmun, à Enlil-kidinni (appelé Illiliya dans la missive), gouverneur de Nippur (BE 17 88). Seconde moitié du

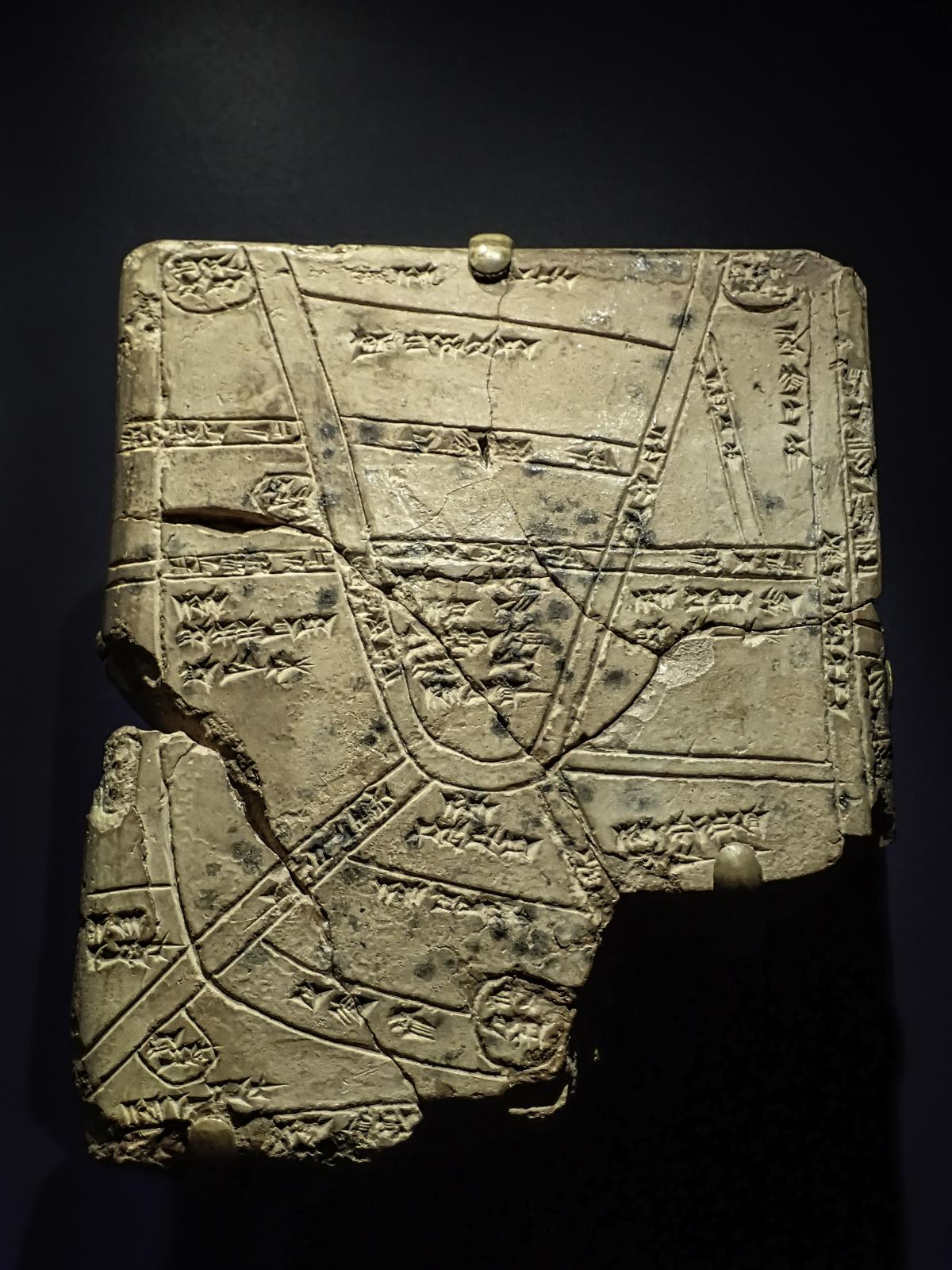
Plan de champs dans la campagne de Nippur, période kassite ancienne (v. 1550-1450 av. J.-C.). Penn Museum.

Les archives médio-babyloniennes de Nippur constituent un ensemble d'environ 12 000 tablettes selon les estimations de J. A. Brinkman, soit une source de première importance pour une période peu documentée (elles représentent environ 90 % des textes exhumés pour la période kassite), cependant seulement 15 % de ces documents ont été publiés. Ces textes couvrent la période allant du règne de Burna-Buriash II (1359-1333 av. J.-C.) à celui de Kadashman-Harbe II (1223 av. J.-C.), soit la seconde partie de la dynastie. O. Pedersén a identifié au moins cinq lieux de provenance à partir des rapports de fouilles, qui ne permettent pas de connaître la provenance de tous les textes mis au jour lors des premières campagnes : des archives administratives dans le secteur WB, surtout datées de la fin de la période, l'archive du gouverneur de Nippur qui constitue la grande majorité du corpus (autour de 10 000 tablettes) ; des archives du temple de Gula (zone WA), surtout des livraisons d'orge pour des boulangers et brasseurs (environ 300 tablettes) ; d'autres lots dans la zone WC-1, de nature administrative et aussi légale, quelques listes lexicales (plus d'une cinquantaine de tablettes) ; enfin deux petites archives privées, comprenant des documents d'affaires, une dans une maison de la colline des tablettes (zone TA, 24 tablettes), une autre à côté du temple de Ninurta (8 tablettes). Les textes sont très variés : liste de personnels et de dépendants (notamment des esclaves), listes établissant les prélèvements faits au titre de taxes ou redevances, documentation comptable concernant l'agriculture, l'élevage, l'artisanat, les entrées et sorties de produits stockés dans les magasins et greniers de l'administration, des contrats de vente d'esclaves, des comptes-rendus de procès, et des décrets officiels. D'autres textes, moins nombreux, sont des lettres de la correspondance du gouverneur, avec les souverains kassites, d'autres gouverneurs, et surtout des subordonnés de l'administration provinciale. Ces tablettes ont souvent des empreintes de sceaux-cylindres, constituant ainsi une source inestimable pour la connaissance de l'art de la glyptique durant la période kassite. D'autres tablettes de provenance exacte inconnue, datées surtout des premières décennies du XIIIe siècle av. J.-C., sont issues des archives d'un centre administratif de la province de Nippur.
Ces documents nous montrent l'administration provinciale kassite, en premier lieu le rôle du gouverneur de Nippur, qui porte le titre particulier de šandabakku (logogrammes gá.dub.ba ou gú.en.na), et non le titre ordinaire des autres gouverneurs provinciaux du royaume (šaknu ou bēl pihāti). Plusieurs gouverneurs cumulent par ailleurs ce titre avec celui de « nêšakku d'Enlil » (nu-èš den-líl), qui semble avoir une signification religieuse même si son sens n'est pas clair (il est également porté par quelques rois kassites). Le gouverneur semble donc disposer d'un régime particulier, sans doute en raison de l'importance religieuse de Nippur, peut-être un pouvoir et une juridiction plus vastes que les autres gouverneurs du royaume kassite. Il supervise en tout cas la gestion des temples de la province de Nippur et de leurs domaines, en premier lieu celui du dieu Enlil, ce qui doit expliquer sa position particulière. Son importance se voit par ailleurs dans l'existence d'une correspondance entre un gouverneur de Nippur et la cour assyrienne. Parmi la correspondance des gouverneurs de Nippur avec d'autres hauts dignitaires du royaume kassite, deux lettres ont particulièrement retenu l'attention puisqu'elles sont envoyées par un certain Ili-ippashra, qui réside à Dilmun (Bahrain) et se dit le « frère » du gouverneur Enlil-kidinni, ce qui indique qu'il a un rang égal et est donc lui-même un gouverneur kassite, ce qui a constitué un premier témoignage de la domination kassite sur l'île du Golfe persique, plus tard confirmée par les fouilles sur place.

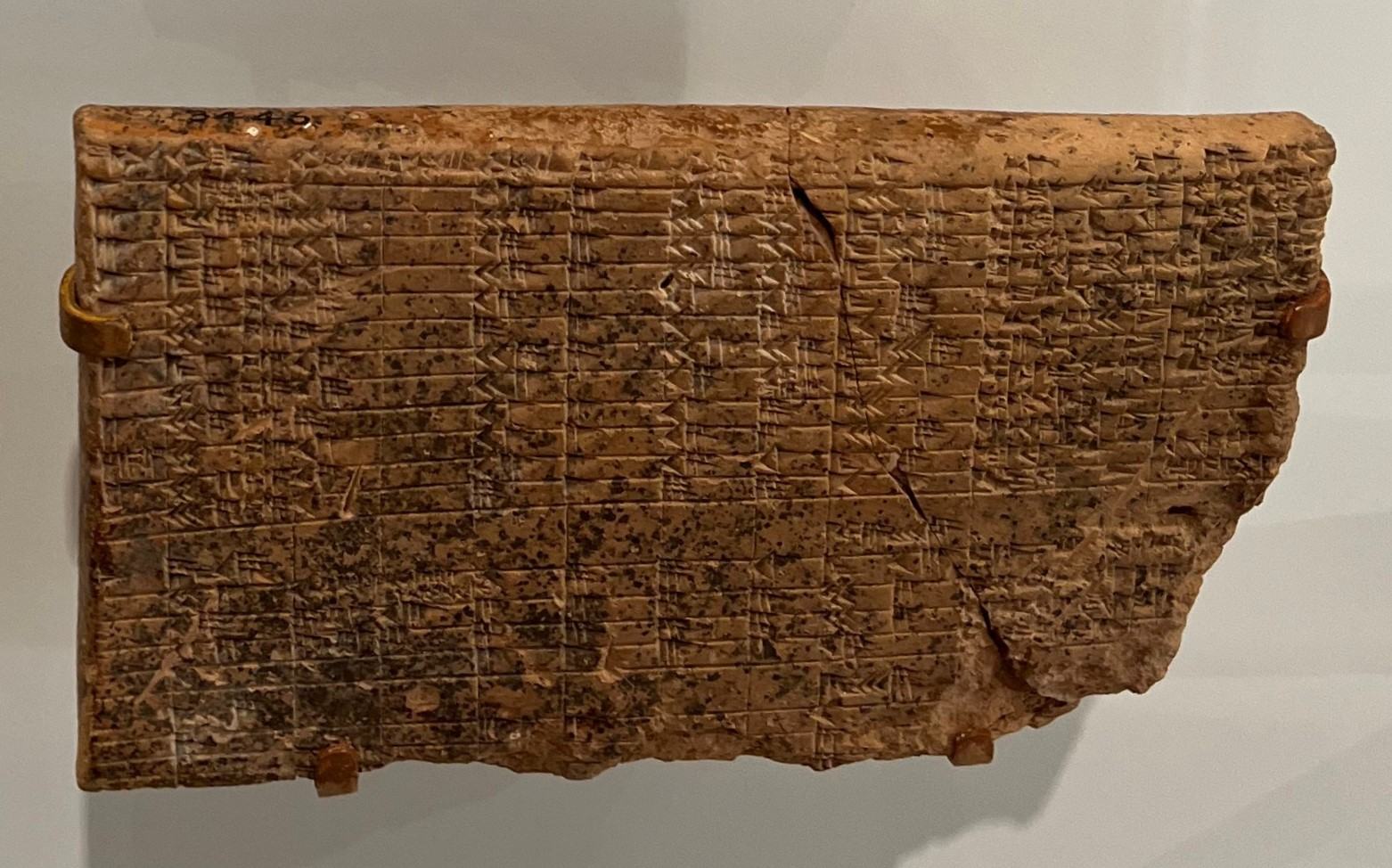
Tablette administrative des archives d'époque kassite : table listant 3000 bovins amenés à Nippur pour servir aux labours. Penn Museum.

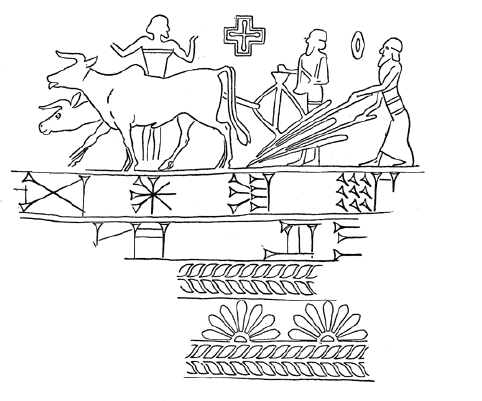
Empreinte de sceau d'une tablette de Nippur (fin du) représentant une équipe de laboureurs conduisant un araire à semoir.

Les documents de gestion concernent avant tout les nombreux dépendants gérés par l'administration (membres de l'administration, gardes, artisans, personnel de temples, etc.). Un corpus d'environ 500 textes documente la gestion par l'administration du gouverneur d'une importante population servile, organisée en familles nucléaires, affectée à des travaux agricoles (bergers, laboureurs, jardiniers, etc.) et artisanaux (notamment dans les ateliers de tissage, la préparation des aliments, etc.) ; le phénomène des fuites d'esclaves est important, et mobilise fortement l'attention du gouverneur et de ses agents. Des documents de ventes d'esclaves impliquant le gouverneur Enlil-kidinni (seconde moitié du XIVe siècle av. J.-C.) ont été retrouvés. Une partie de l'archive du gouverneur semble provenir de ses greniers, gérant la distribution de grains à ses serviteurs et dépendants en guise de rations d'entretien (l'équivalent de salaires). Y apparaissent notamment des meuniers et brasseurs, qui doivent exercer leur métier en divers lieux de la province.
Par ailleurs l'administration du gouverneur supervise les domaines agricoles de la région de Nippur, et sans doute de la province voisine du « Bord de la steppe » (Pān ṣēri). Les lettres du gouverneur avec ses subordonnés (notamment ceux à qui ont été concédés des domaines) indiquent qu'il suit l'entretien des principaux canaux d'irrigation pour lesquels il gère là encore les problèmes de main d’œuvre, et les questions d'approvisionnement en eau des différents terroirs (organisés en unités appelées ugāru et tamirtu). Le gouverneur ne semble en revanche pas gérer les canaux d'irrigation secondaires, ni du reste la gestion des domaines qui semblent dépendre des administrateurs locaux de la province. D'autres tablettes courantes sont des sortes de tableaux comptabilisant divers prélèvements en nature ponctionnés sur des agriculteurs par l'administration (notamment le šibšu et le miksu). Les agriculteurs mentionnés dans les textes sont désignés par des termes impliquant l'existence de différents statuts dont le sens est difficile à déterminer : de l'exploitation directe avec des travailleurs payés en ration, les « fermiers » (iššakku) qui sont en charge de champs arables, les « laboureurs » (ikkaru) qui sont des travailleurs agricoles organisés en équipes ; aussi des formes d'exploitation indirecte avec des « cultivateurs » (errēšu) et des « partenaires » (šutāpu) ; sont aussi attestés des « jardiniers » (nukaribbu) qui s'occupent des palmeraies-jardins où se pratiquent l'horticulture, et d'autres catégories spécialisées comme les forestiers, les vanneurs (zērû), les porteurs d'eau (dālû), des moissonneurs (ēṣidu). D'autres textes documentent quant à eux l'activité d'élevage, des troupeaux d'ovins, caprins et bovins étant confiés à des pasteurs (naqīdu) sous la supervision de membres de l'administration (notamment les hazannu, terme désignant généralement un « maire », fonctionnaire local). L'élevage des chevaux a eu une importance particulière, ces animaux ayant fait l'objet de nombreuses attentions. Ils étaient nommés dans les textes et disposaient de rations au même titre que les hommes. Ils étaient décrits par leur pedigree, la couleur de leur robe, la manière avec laquelle on les élevait est décrite, le vocabulaire emploie de nombreux termes empruntés à la langue kassite, témoignant de la maîtrise que ce peuple avait acquise dans l'élevage des chevaux, et qui faisait sa renommée dans tout le Moyen-Orient et était sans doute à la base d'un commerce lucratif. 
D'autres lettres sont des rapports relatifs à divers sujets courants : réparations de bâtiments, travaux d'artisans textiles, etc. Un groupe d'une poignée de lettres concerne par ailleurs l'exercice de la médecine : il s'agit de rapports envoyés par un médecin à un gouverneur sur l'état de plusieurs patientes, des prêtresses. Une autre partie des archives des gouverneurs est relative à leur fonction juridique : des comptes-rendus de procès dans lesquels ils sont intervenus ; un catalogue énumère ceux relatifs à des affaires tranchées par Enlil-kidinni, indiquant qu'il s'agit d'une forme d'archivage public servant à conserver une trace des litiges. 
Enfin, des tablettes scolaires de la période kassite ont été exhumées, certaines étant destinées apparemment à la préparation de futurs scribes de l'administration. Cela montre que Nippur continue sa tradition de centre scolaire, l'enseignement du sumérien continuant notamment à y être dispensé puisqu'on y trouve des fragments de textes littéraires dans cette langue, notamment le Mythe d'Adapa.

### Un nouveau déclin

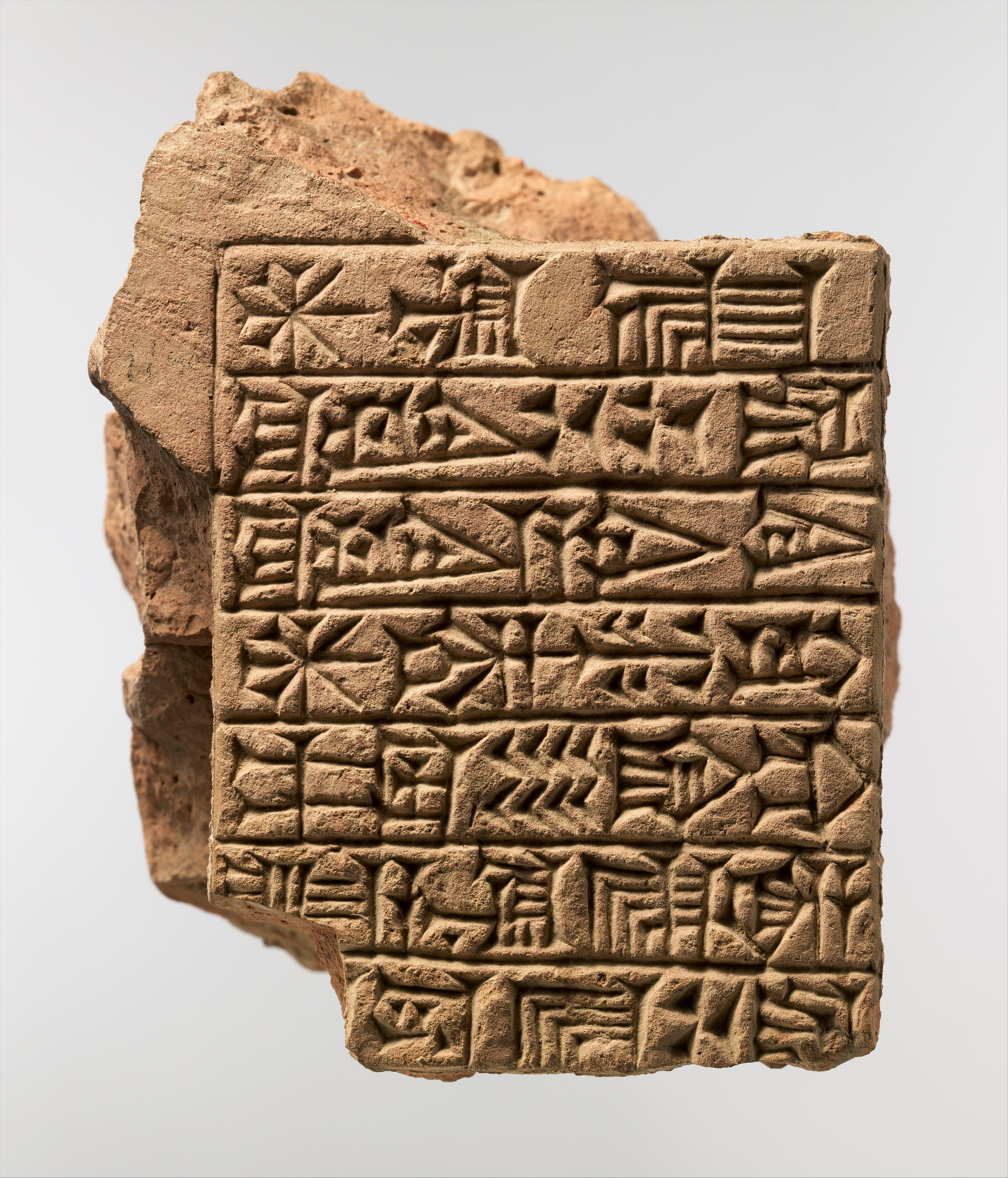
Inscription d'Adad-shuma-usur (1216-1187 av. J.-C) commémorant la restauration de l'Ekur : « Pour Enlil, Roi de tous les pays, son Roi, Adad-shuma-usur, fidèle pas, teur, bienfaiteur de Nippur, celui qui prend constamment soin de l'Ekur, [a construit l'Ekur, son temple bien-aimé, en briques cuites] ».

La période kassite s'achève au XIIe siècle av. J.-C., moment à partir duquel la Basse Mésopotamie connaît une nouvelle période de déclin marqué. Nippur fait les frais de conflits de cette époque, puisqu'elle figure parmi les prises du roi élamite Kidin-Hutran sous le règne d'Adad-shuma-iddina (v. 1222-1217), quand il mène des campagnes en Babylonie, selon ce que rapporte une chronique babylonienne plus tardive (Chronique P, iv 14'-16'). Les archives de Nippur de cette période s'arrêtent en tout cas vers la même époque, sous le règne de Kadashman-Harbe II (1223), mais on sait que l'Ekur est restauré par Adad-shuma-usur (1216-1187). 
La dynastie kassite survit jusqu'en 1155 av. J.-C., date à laquelle elle est définitivement vaincue par des attaques élamites. Les trouvailles archéologiques pour les décennies suivantes sont maigres. De la dynastie qui succède aux Kassites, la seconde dynastie d'Isin, date notamment le « kudurru Hinke », mis au jour dans le secteur des temples de Nippur, stèle portant une inscription de donation du roi Nabuchodonosor Ier (c. 1125-1104 av. J.-C.) à un dénommé Nusku-ibni, qui a les titres de nêšakku et de « maire » (hazannu) de Nippur. 
Au siècle suivant, la région de Nippur est plongée dans des troubles comme le reste de la Babylonie, de plus en plus soumise aux incursions de groupes d'Araméens et de Sutéens venus du Nord, qui prennent la ville sous le règne d'Adad-apla-iddina (1069-1048) ; un fragment d'inscription de celui-ci mis au jour à Khorsabad indique par ailleurs qu'il aurait restauré la muraille de Nippur. Les copies tardives d'une inscription du roi Simbar-shipak (c. 1026-1009 av. J.-C.) de la seconde dynastie du Pays de la Mer rapportent le sac de la ville par ces tribus, et notamment la prise de la statue de culte du dieu Enlil, ce qui est un acte d'une grande importance symbolique, rendant le culte au dieu impossible. L'inscription rapporte que les biens importés du temple d'Enlil ont été restitués par un roi assyrien qui les a repris aux Araméens, et la restauration consécutive par Simbar-shipak du trône du dieu Enlil, ce qui semble s'inscrire dans un projet de reprise du culte. 
Cependant la situation politique de la Babylonie ne s'arrange pas dans les années suivantes. Il semblerait que cette situation soit aggravée à Nippur par le déplacement vers l'ouest du cours de l'Euphrate. En tout cas il n'y a plus pour les deux siècles suivants de trace archéologique (là encore avec un hiatus dans la stratigraphie) et épigraphique d'une occupation à Nippur, où les institutions ont considérablement décliné. Si la ville n'a pas forcément été complètement désertée par ses habitants, elle s'est assurément fortement dépeuplée et sa région s'est à nouveau ruralisée.

## Nippur dans les Empires duIermillénaire

### Le renouveau de Nippur
Vers le milieu du VIIIe siècle, Nippur entame une nouvelle phase de croissance. Cela est probablement lié à un changement du cours de l'Euphrate, qui coule à nouveau à côté de la ville. Cela se fait dans un contexte de reprise de l'activité en Basse Mésopotamie. Mais le paysage ethnique de la région a bien changé depuis la fin du IIe millénaire av. J.-C. Des mouvements migratoires ont amené des tribus d'Araméens et de Chaldéens dans l'arrière-pays de Nippur, où les premiers se livrent surtout à une activité d'élevage semi-nomade, tandis que les seconds sont des agriculteurs sédentaires ayant leurs propres agglomérations. La région est alors très hétérogène sur le plan politique, puisque les rois de Babylone n'ont pas réussi à y rétablir leur autorité de façon durable, du fait d'une instabilité politique chronique qui mine les bases de leur pouvoir. La ville de Nippur, ainsi que les tribus chaldéennes voisines (Bit-Dakkuri et Bit-Amukkani étant les plus puissantes voisines de Nippur), jouissent donc d'une autonomie importante, voire d'une indépendance vis-à-vis du pouvoir central traditionnel de la Basse Mésopotamie.
Une série de 128 tablettes retrouvées dans la tombe d'un enfant où elles avaient été mises au rebut, donc dans un contexte secondaire. Elles ont été interprétées comme les archives de la personne dirigeant l'administration de Nippur au milieu du VIIIe siècle av. J.-C., Kudurru, probablement le gouverneur (šandabakku) de la ville, qui étend son autorité sur la campagne environnante, mais elles pourraient en fait émaner de plusieurs sources, dont des administrateurs mais aussi des personnes privées ayant des connexions avec les institutions,. Kudurru correspond avec le roi de Babylone de l'époque, Nabonassar (747-734 av. J.-C.), en l'appelant « mon frère », ce qui signifie qu'il se considère comme son égal, et qu'il est indépendant, ou bien que Nabonassar n'est pas encore roi au moment des lettres. On trouve également dans ces textes des mentions de Mukin-zeri, un chef chaldéen, amené à monter sur le trône de Babylone après la période couverte par les archives, en 732 av. J.-C. Ces tablettes concernent surtout des activités économiques, de domaines agricoles mais aussi de commerce (de fer, de textiles), avec des relations tissées jusqu'en Assyrie ou en Élam. L'image qui ressort de la ville à cette période est celle d'une reprise économique évidente, alors que la cité conserve son rôle de ville sainte qui attire pèlerins et offrandes, notamment lors des grandes fêtes religieuses.

### Entre Babylone et l'Assyrie
Depuis la fin du Xe siècle av. J.-C., les rois de Babylone sont rentrés dans une série de luttes contre le royaume dominant le nord de la Mésopotamie, l'Assyrie. Les offensives assyriennes dans le sud mésopotamien se font de plus en plus pressantes sous Teglath-Phalasar III et Sargon II dans la seconde moitié du VIIIe siècle av. J.-C., et impliquent finalement toutes les composantes politiques de la région, à commencer par les tribus chaldéennes qui deviennent des rivaux de plus en plus coriaces pour les Assyriens. Nippur oscille à cette période entre les factions pro- et anti-assyriennes, subissant plusieurs attaques. Au VIIe siècle av. J.-C., la domination assyrienne est devenue directe, et les gouverneurs de Nippur ont vu leur autonomie disparaître, car ils sont nommés directement par le pouvoir assyrien. Nippur bénéficie d'un privilège de franchise (zakūtu) dès le règne de Sargon II, mais subit une attaque sous son fils Sennachérib. Assarhaddon et Assurbanipal ont une politique plus active envers Nippur, dont ils restaurent des temples, celui d'Ishtar et celui d'Enlil, travaux documentés par des inscriptions sur cylindres d'argile et d'autres inscriptions courtes ; la ziggurat d'Enlil en particulier est reconstruite. La muraille de la ville est également renforcée. Des membres de l'administration assyrienne ainsi qu'une garnison semblent stationner dans la ville, dont les murailles sont renforcées. Cela n'empêche pas les gouverneurs de Nippur de se joindre à plusieurs reprises à des coalitions anti-assyriennes. Après la guerre civile entre Assurbanipal et son frère Shamash-shum-ukin, Nippur semble être restée sous administration directe de l'Assyrie (alors que le reste de la Babylonie est confiée à un souverain à la solde des Assyriens, Kandalanu), sans doute pour servir de principale base locale pour l'armée assyrienne.
Quand le chaldéen Nabopolassar se révolte contre les Assyriens en 626, Nippur ne semble néanmoins pas se rallier à lui, et devient le quartier général des Assyriens en Babylonie, ce qui en fait la cible d'attaques et d'au moins un siège prolongé. Le lot d'archives du dénommé Ninurta-uballit daté de cette période témoigne de ce moment de grandes difficultés, la ville subissant sans doute une disette, ce qui pousse plusieurs parents (neuf contrats sont connus) à vendre leurs enfants comme esclaves afin qu'ils survivent. Nippur ne passe probablement sous la coupe de Babylone que quand le royaume assyrien est détruit (entre 620 et 612), la dernière trace d'une domination assyrienne dans la ville datant des environs de 620, et la première trace d'une domination babylonienne en 607.

### La période néo-babylonienne et la domination achéménide

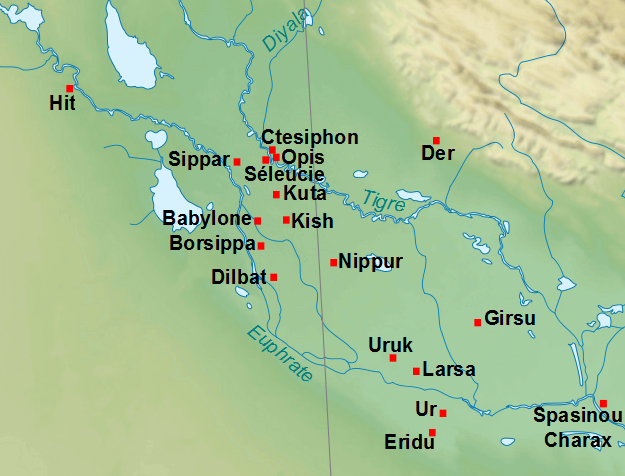
Localisation de Nippur et des principales villes de la Babylonie tardive.

Comme le reste de la Babylonie, Nippur et sa région passent successivement sous le contrôle des monarques de l'empire néo-babylonien (612-539 av. J.-C.), puis les souverains Perses achéménides (539-330 av. J.-C.). Cette période est documentée par plusieurs lots d'archives privées, en premier lieu celui de la famille des Murashu d'époque perse. Elles documentent en particulier les activités agricoles dans les campagnes environnant Nippur, qui semblent reposer plus qu'ailleurs sur la céréaliculture, la culture lucrative du palmier-dattier associée à des jardins, qui assure la prospérité des autres régions de Babylonie (autour de Babylone, Borsippa, Sippar et Uruk) semblant moins développée, ce qui semble indiquer que Nippur est moins prospère que ses voisines occidentales. Elle paye peut-être son statut d'ancienne tête de pont de l'Assyrie en Babylonie. Elle semble moins intégrée dans les réseaux d'échanges régionaux et internationaux, et laissée de côté par les programmes de reconstruction des grands sanctuaires entrepris par les rois néo-babyloniens. 
La population de la région de Nippur à cette période est encore plus marquée par la présence de populations ouest-sémitiques qu’auparavant. Les Araméens sont toujours un groupe numériquement important, dont la langue et l'écriture se diffusent constamment (on trouve des caractères araméens sur certaines tablettes), comme l'atteste la présence croissante de toponymes araméens dans l'arrière-pays de Nippur comme dans le reste de la Babylonie. Les tablettes de cette même période (Ve siècle av. J.-C.) montrent également la présence de populations juives, identifiées par certains noms comprenant une invocation du dieu Yahweh, par exemple Yigdal-Yaw (« Yahweh est grand »), donc des descendants des personnes venues dans la région lors de la déportation de Nabuchodonosor II, mais qui ne sont pas rentrées en Judée au début de la période du Second Temple.
L’économie locale est toujours marquée par la forte présence des temples. La documentation indique que la gestion de ceux-ci est sans doute centralisée dans l’administration d’un seul temple, le plus important, l'Ekur. C’est lui qui organise la distribution des denrées nécessaires au culte des différents temples de la ville, qui sont couramment fournies par des mêmes personnes travaillant avec différents sanctuaires, avec un statut de prébendier. Il est encore restauré par Nabuchodonosor II, et reste en activité sous les Achéménides et les Séleucides, avant d’être transformé en forteresse sous les Parthes (voir plus bas). Les temples les plus importants après l'Ekur sont toujours l’Eshumesha de Ninurta, l’Ebaragurdara d'Ishtar (sous l’épithète Šarrat-Nippuri, « Reine de Nippur »), et l'Eurusagga de Gula, parèdre de Ninurta (qui porte l’épithète Belēt-Nippuri, « Dame de Nippur », référence à la divinité du même nom des périodes précédentes, Nin-Nibru). Ce dernier a été identifié sur le tell ouest (zone WA) grâce aux niveaux archéologiques de cette période, dans lesquels on a retrouvé de nombreux dépôts votifs dédiés par des personnes à cette déesse, qui est une divinité guérisseuse. Nombre d’entre eux étaient des statuettes de chiens, l’animal symbolisant Gula. Un fragment d’un objet en lapis-lazuli portant une inscription votive mentionnant cette déesse confirma définitivement l’identification du temple. Il s’agit d’un bâtiment mesurant environ 100 × 40 mètres, de plan classique, dont seule une partie a été mise au jour.

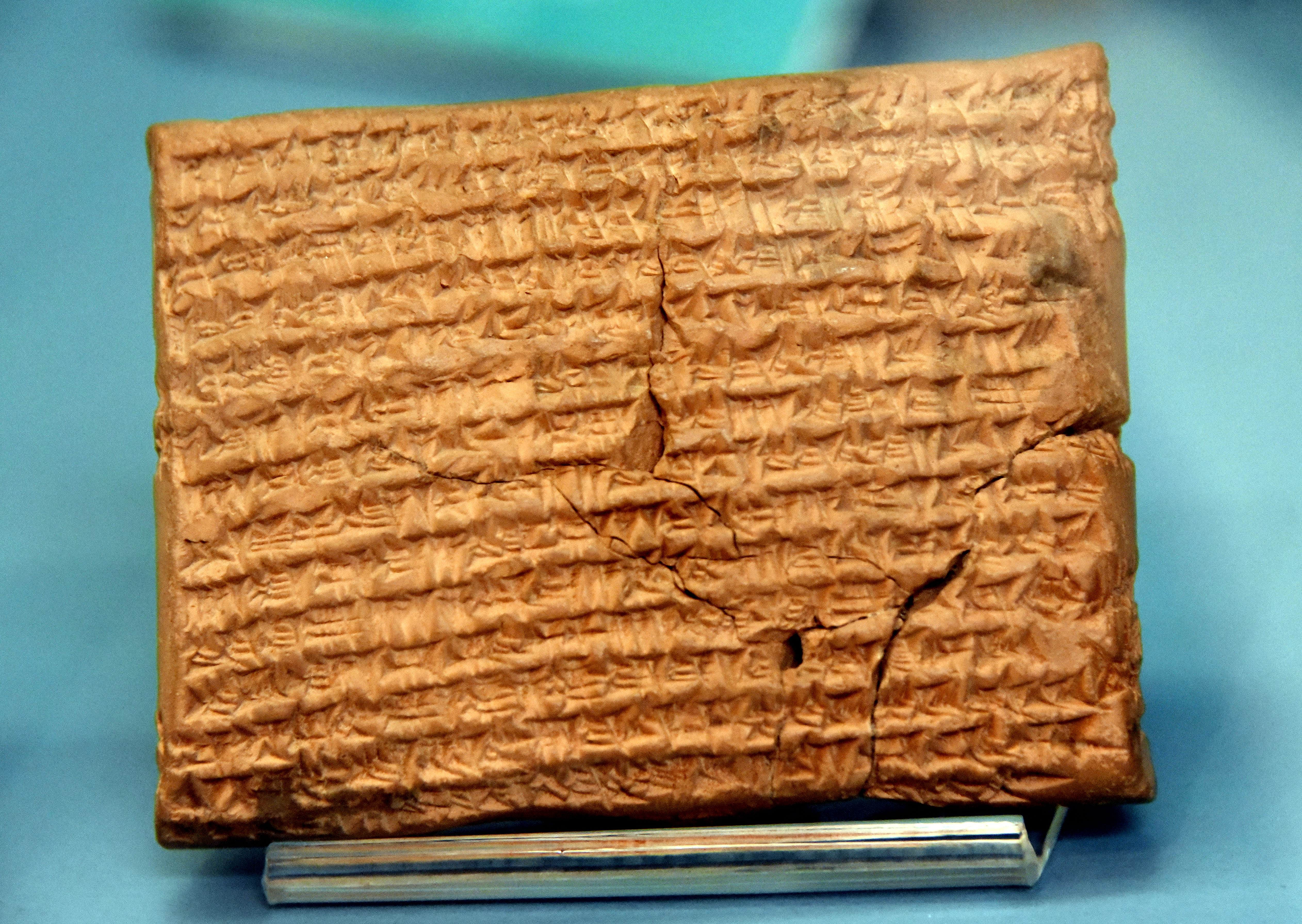
Tablette de reçu de créance, archives de la famille des descendants de Murashû, v. 423 av. J.-C. Musée de l'Orient ancien d'Istanbul.

Le lot d’archives le plus important de cette période date de la domination achéménide, durant la seconde moitié du Ve siècle av. J.-C. (règnes d’Artaxerxès Ier et de Darius II) : il s’agit des archives de la famille des descendants de Murashû, qui forment ce qui a pu être qualifié comme une « firme » familiale d’entrepreneurs. Ces plus de 700 tablettes retrouvées à la fin du XIXe siècle sur le tell ouest permettent de reconstituer l’organisation de l’administration de Nippur et sa région à cette période. Le pouvoir achéménide avait réorganisé l'attribution des terres agricoles pour ses besoins militaires, même s'il ne faut probablement pas considérer Nippur comme une sorte de « colonie militaire ». Cette situation témoigne surtout de l'emprise de la couronne sur l'économie agraire de la région. Des terres étaient classées en fonction du service militaire à pourvoir par les personnes auxquelles elles étaient attribuées : il y avait ainsi des « domaines d'arc » (bīt qašti), les plus petites et les plus courantes, des « domaines de chevaux » (bīt sisî) et enfin des « domaines de char » (bīt narkabti), les plus grandes. Les personnes responsables de ces terres étaient groupées dans des unités plus importantes appelées haṭru, placées sous la direction d'un officier (šaknu), et qui devaient former une troupe de combat. Si en temps de guerre ils devaient fournir des soldats avec leur équipement (payé grâce aux produits du domaine attribué), le service (ilku) des tenanciers consistait plus souvent en des taxes versées au pouvoir central, en argent ou en nature. La perception des revenus d’un nombre croissant de ces domaines fut concédée à des dignitaires de la famille royale perse ou à des nobles, bien que la propriété de la terre soit toujours théoriquement pour le roi. La politique achéménide étant de mettre en valeur de plus en plus de terres, il en résulta une chute du prix des terres agricoles sous l'effet d'une croissance de l'offre, tandis qu'à l'inverse les prix du matériel agricole connurent une forte croissance. Les possesseurs de domaines d'arc eurent de plus en plus de mal à les mettre en valeur eux-mêmes, et concédèrent leur gestion à des fermiers qui avaient plus de moyens.
Les descendants de Murashû (« Chat sauvage ») faisaient partie de ces derniers. Les deux premiers à diriger la « firme » sont les fils de Murashû, Enlil-khatin (de 454 à 437 av. J.-C.) et Enlil-shum-iddin (445-437 av. J.-C.). Leurs fils prirent la suite des affaires. Les membres de cette famille prenaient en charge de nombreux domaines d’arc, en s'acquittant en retour des taxes pesant sur elles et en reversant une redevance régulière à leurs détenteurs théoriques. Ils disposaient d’un matériel agricole important, avec des bêtes et des travailleurs, et purent ainsi mettre en valeur de nombreuses terres. À un certain moment, ils purent même louer au pouvoir royal la gestion de portions de canaux d'irrigation, collectant les taxes dues par les usagers de ceux-ci. Quand une guerre de succession survint après la mort d'Artaxerxès Ier, les détenteurs de terres militaires durent rendre un service effectif, ce dont ils n’avaient souvent pas les moyens. Certains empruntèrent donc de l’argent aux Murashû, donnant leurs terres en gage antichrétique. Les membres de la firme connurent alors une période faste, prenant en gage jusqu’à 70 terres par an. Les archives de la famille s’arrêtent brutalement vers 413, quand le pouvoir de Darius II est stable. Il semble que les Murashû aient payé leur fortune, et aient été stoppés par le pouvoir royal qui démantèle progressivement leur pouvoir économique.

### Les résidences duIermillénaireav. J.-C.
Parmi les secteurs fouillés pour cette période, la zone TA de Tablet Hill a livré plusieurs résidences du Ier millénaire av. J.-C., mais la chronologie absolue est assez mal établie en raison d'une mauvaise compréhension de la stratigraphie par les fouilleurs du site. La résidence la mieux connue est une petite maison d'environ 90 m² au niveau V (qui selon les fouilleurs correspondrait à la phase d'occupation assyrienne), la Maison C, organisée autour d'une cour centrale pavée de briques cuites, qui est ensuite agrandie aux dépens des bâtiments attenants (niveaux IV et III). Aux extrémités de la zone de fouilles ont été repérées deux résidences avec des pièces plus grandes, mais partiellement dégagées : la Maison B, au nord de la zone de fouilles (niveau III), puis la Maison A, à l'emplacement de la Maison C qui a disparu, organisée autour d'une grande cour pavée (7,90 × 8,60 m). 
Les constructions exhumées lors des campagnes postérieures dans la zone WC-2 ont été datées avec plus de certitudes des VIIe – VIe siècle av. J.-C. Il s'agit de deux bâtiments accolés, constitués là encore de plusieurs pièces organisées autour d'une cour centrale, qui connaissent plusieurs modifications entre les deux niveaux dégagés. Un troisième bâtiment, séparé du bloc des deux premières résidences par une rue étroite, était apparemment plus vaste mais n'a été dégagé que sur une petite partie. Il présente un profil plus original, avec des petites pièces et une cour pavée très vaste avec un puits, ainsi qu'une chapelle. Ses fouilleurs ont proposé de l'identifier comme un espace commercial avec des petites boutiques groupées autour d'une cour.

### Périodes séleucide et parthe

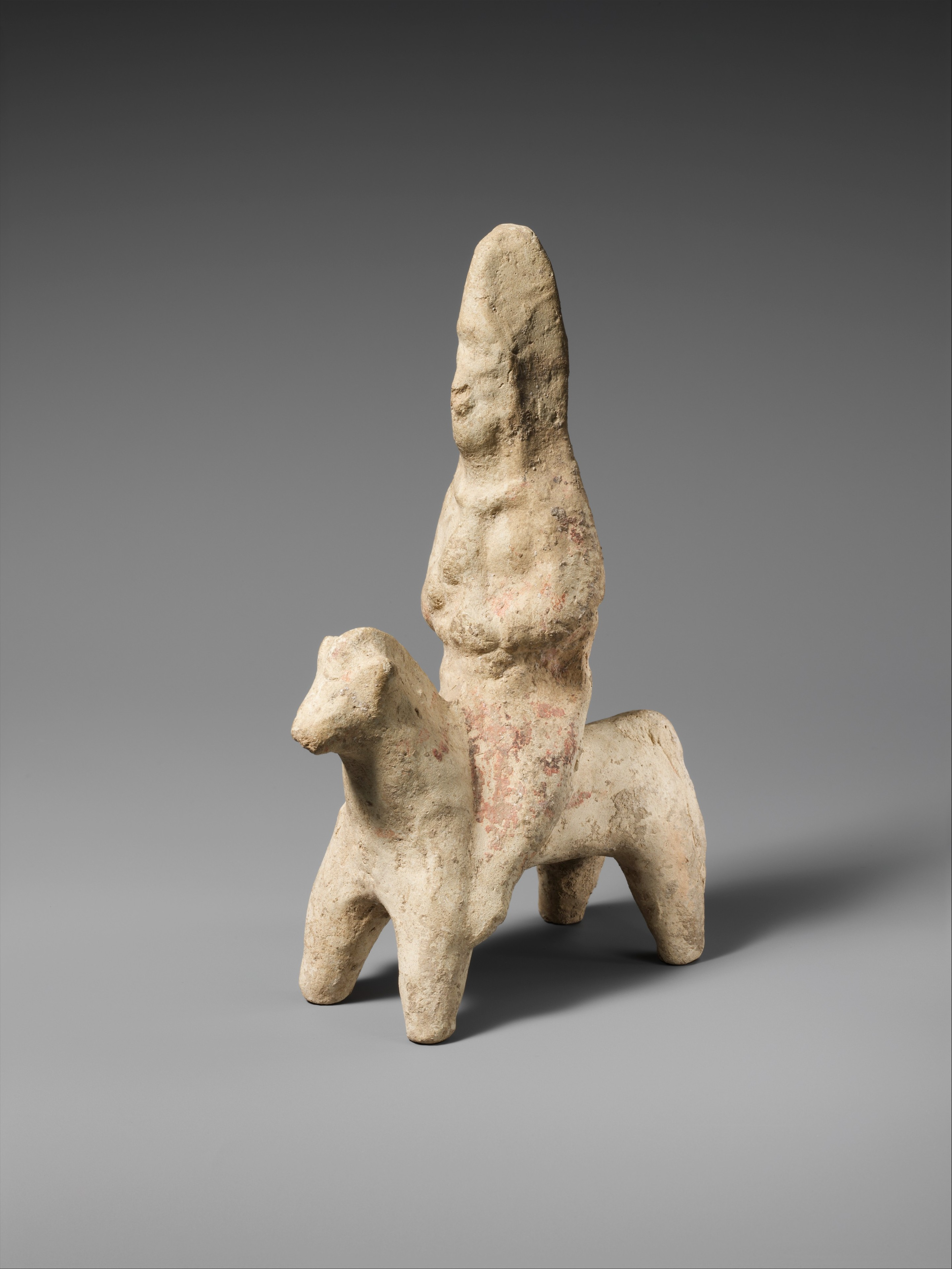
Figurine d'époque parthe, v. 150 av. J.-C., provenant de Nippur. Metropolitan Museum of Art.

De nombreuses ruines d'habitations ainsi que des trouvailles de monnaies dispersées sur tout le site montrent que Nippur est toujours une ville importante à la période hellénistique/séleucide (330-125 av. J.-C. en Basse Mésopotamie). Deux tablettes du règne de Démétrios Ier concernent des prébendes de boulanger dans l'Ekur, qui est alors dirigé par son intendant (šatammu) et également un collège (kiništu) comme cela est courant à cette période. Les sources cunéiformes de Nippur cessent après cela, ce qui empêche de connaître l'évolution des institutions de cette cité. De plus, les périodes postérieures aux époques néo-babylonienne et achéménide ont peu attiré l'attention des fouilleurs du site, donc ces phases qui sont paradoxalement celles durant laquelle le site de Nippur connaît sa plus grande extension sont très peu connues.
Le tell Ishan al-Sahra, situé au sud-est de Nippur, devient un point de peuplement important à cette période, et continue sa croissance aux suivantes. À l'époque parthe (125 av. J.-C.-224 ap. J.-C.), surtout durant les premiers siècles de notre ère, Nippur devient l'une des plus importantes villes de Basse Mésopotamie. Le temple d'Ishtar a été reconstruit complètement au même emplacement que précédemment. On entreprend d'abord d'établir une plate-forme servant de fondations, remplie en partie par des tablettes des périodes anciennes qui ont été mises au jour lors des fouilles.  Le sanctuaire est un vaste édifice rectangulaire d'environ 70 × 100 mètres, comprenant deux cellae parallèles. Cette dernière phase du temple conclut la remarquable continuité de cet édifice qui est attesté sur environ 3 500 ans, ce qui en fait la plus longue séquence connue pour un bâtiment mésopotamien. Le monument le plus important de cette période est la forteresse qui est élevée sur les ruines de la ziggurat de l'Ekur dans la seconde moitié du Ier siècle ap. J.-C., qui dans son dernier niveau (le III) comprend dans sa partie nord une vaste cour bordée par quatre iwans. La garnison parthe quitte peut-être Nippur vers 165 de notre ère, quand elle est appelée plus au Nord pour les conflits contre Rome. Par ailleurs, une cour à colonnes a été dégagée sur le tell ouest (zone WA).

## Dernières phases

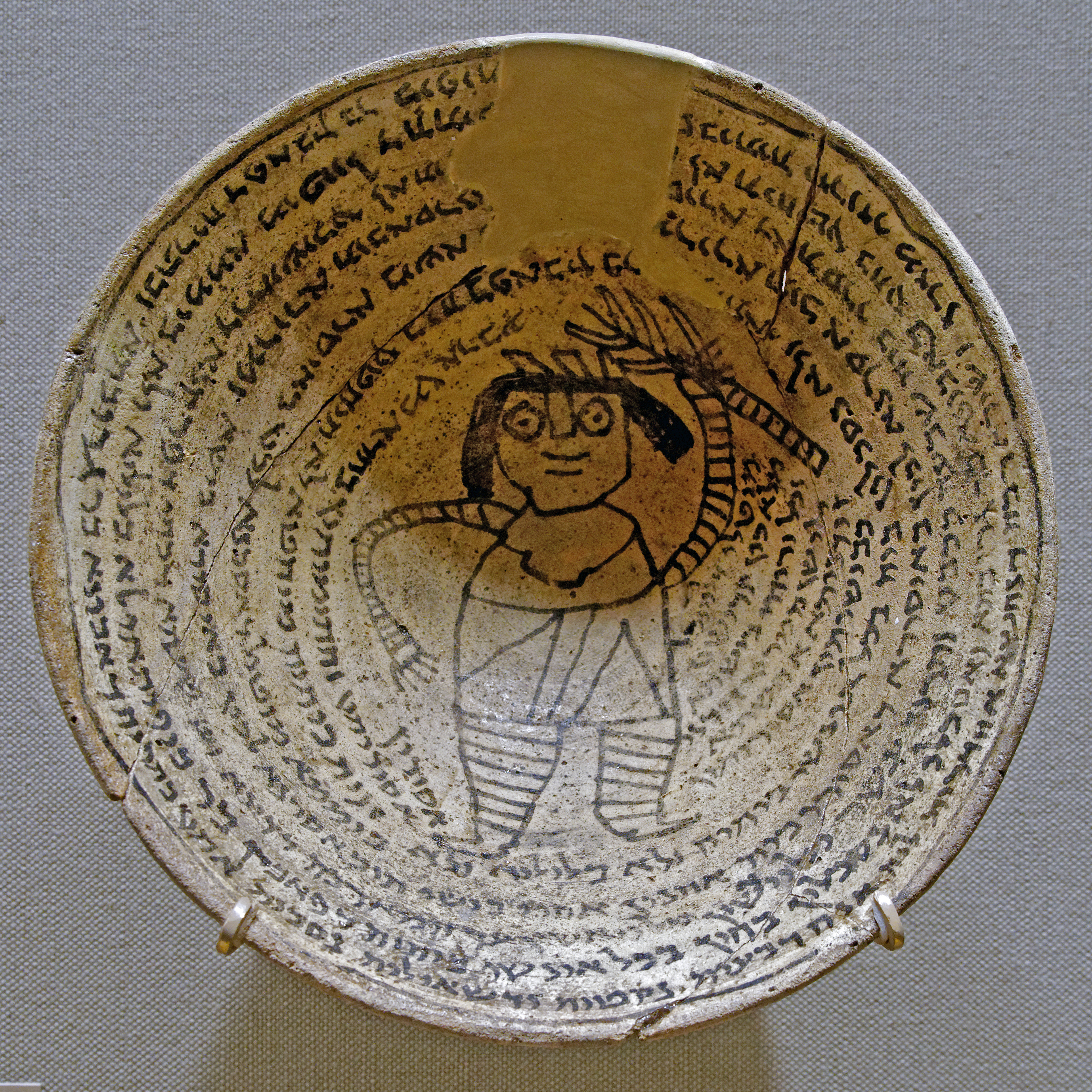
Bol à incantations inscrit en araméen avec une représentation de démone, période sassanide. Metropolitan Museum of Art.

La croissance du site atteint son maximum à la période sassanide (224-651 ap. J.-C.), surtout sur le tell ouest où un sondage visant à préciser la stratigraphie des phases tardives d'occupation du site a été conduit (zone WG). Des canaux importants datant de cette époque ont été repérés. De cette période (aux Ve – VIIe siècle) datent notamment des bols en terre cuite portant des incantations en araméen carré, mandéen et syriaque, visant à repousser divers maux, notamment les actes de démons comme Lilith et Ishtar qui est devenue une démone avec le développement des religions monothéistes, et portent parfois des représentations des démons combattus. Ils semblent aussi bien relever des traditions de la communauté juive, que de celles des Mandéens, des Manichéens et de diverses communautés gnostiques, et présentent des affinités avec les pratiques magiques des périodes antérieures. Leur production semble cesser après la conquête islamique.
Nippur est toujours une cité peuplée aux débuts de la période islamique : pour le premier siècle de l'hégire, elle est évoquée par Tabari parmi les cités se révoltant contre le calife Ali en 659, et durant les troubles liées aux Kharidjites ; Yakut al-Rumi la situe sur le canal Nahr al-Nars creusé à l'époque sassanide (et non le Shatt al-Nil). Un trésor de pièces de monnaie d'époques sassanides et des débuts des Omeyyades a été mis au jour sur le tell, sans doute constitué au moment de la prise du pouvoir par les Abbassides. La ville est également mentionnée comme étant un évêché nestorien dans des chroniques du XIe - début XIIe siècle. Elle connaît alors un déclin marqué puis un abandon, à une époque indéterminée aux XIIIe – XIVe siècles. Un petit village existe plus à l'est (site M) durant la période des Ilkhanides (XIVe siècle apr. J.-C.), mais il n'a été exploré que superficiellement. Ce site est abandonné au début du XVe siècle apr. J.-C., et il n'y a plus d'habitat dans les alentours de Nippur avant la période des Ottomans, à partir du XVIe siècle apr. J.-C. Le fait que le nom actuel du site, Nuffar, dérive directement du nom antique indique néanmoins que son souvenir ne s'était pas perdu dans la toponymie.

### Introductions
- McGuire Gibson, « Nippur, grand centre religieux », Dossiers Histoire et Archéologie, no 103 « La Babylonie »,‎ mars 1986, p. 68-71
- (en) Richard L. Zettler, « Nippur », dans Eric M. Meyers (dir.), Oxford Encyclopaedia of Archaeology in the Ancient Near East, vol. 4, Oxford et New York, Oxford University Press, 1997, p. 148-152
- Francis Joannès et Martin Sauvage, « Nippur », dans F. Joannès (dir.), Dictionnaire de la civilisation mésopotamienne, Paris, 2001, p. 578-582
- (en) Jacob Klein, « Nippur A. I. », dans Reallexicon der Assyriologie und Vorderasiatischen Archäologie, vol. IX (7/8), Berlin, De Gruyter, 2001, p. 532-539
- (de) Marten Stol, « Nippur A. II. Altbabylonisch », dans Reallexicon der Assyriologie und Vorderasiatischen Archäologie, vol. IX (7/8), Berlin, De Gruyter, 2001, p. 539-544
- (de) Michael P. Streck, « Nippur A. III. Seit der mittelbabylonischen Zeit », dans Reallexicon der Assyriologie und Vorderasiatischen Archäologie, vol. IX (7/8), Berlin, De Gruyter, 2001, p. 544-546
- (en) McGuire Gibson, Donald P. Hansen et Richard L. Zettler, « Nippur B. Archäologisch », dans Reallexicon der Assyriologie und Vorderasiatischen Archäologie, vol. IX (7/8), Berlin, De Gruyter, 2001, p. 546-565

### Études sur Nippur et sa région
- (en) Robert McCormick Adams, Heartland of Cities : Surveys of Ancient Settlement and Land Use on the Central Floodplain of the Euphrates, Chicago, The Oriental Institute of Chicago, 1981, 300 p. (ISBN 0-253-20914-5)
- (en) Maria de Jong Ellis (dir.), Nippur at the Centennial : Papers Read at the 35th Rencontre Assyriologigue Internationale, Philadelphia, 1988, Philadelphie, University of Pennsylvania Museum, 1992
- (en) Steven Cole, Nippur in Late Assyrian Times, c. 755-512 B.C., Helsinki, Neo-Assyrian Text Corpus Project, coll. « State Archives of Assyria Series » (no 4), 1996